# Костел єзуїтів (Львів)
Гарнізонний храм святих апостолів Петра й Павла (колишній костел Петра й Павла ордену Єзуїтів) — чинна церква Львівської архієпархії УГКЦ, пам'ятка культурної спадщини національного значення, памʼятка всесвітньої спадщини ЮНЕСКО, одна з найбільш значних культових споруд та перша пам'ятка барокової архітектури у Львові на вулиці Театральній, споруджена у 1610–1630 роках італійським архітектором єзуїтського ордену Джакомо Бріано.
Церкву освячено та відкрито 6 грудня 2011 року з нагоди 20-ї річниці створення Збройних Сил України. Обряд освячення та Святу Літургію очолив Архієпископ і Митрополит Львівський УГКЦ владика Ігор Возьняк. Виконує роль головного храму для військовослужбовців та їнхіх сімей Львівського гарнізону.

## Передісторія
У 1997 році під час розкопок у підземеллях храму св. ап. Петра і Павла було виявлено кераміку XII століття, що свідчить про населеність цього місця ще у давньоруську епоху. Крім того, поряд, на площі Підкови, знайдено фрагменти цегли і каменю, які можуть служити підтвердженням існування тут православного храму Святої Трійці, на місці якого було потім зведено шпитальний комплекс.  Ймовірно, знайдені  у підземеллях костелу Петра і Павла артефакти є частинами давнього архітектурного ансамблю довкола втраченої церкви Святої Трійці. 
Мечислав Орлович стверджував, що фундаторкою першого костелу єзуїтів була Зофія Ганель.

## Історія
27 вересня 1540 року папа римський Павло III затвердив статут католицького чернечого ордену Товариство Ісуса (єзуїтів), заснований іспанським католицьким священником Ігнатієм Лойолою у 1534 році. Незабаром члени товариства розвинули широку місійну діяльність. До Львова єзуїти прибули у 1584 році, а вже у 1590 році постав перший дерев'яний храм Товариства Ісуса на ділянці поруч із західною частиною міських оборонних мурів, де була Єзуїтська фіртка.
Фундаторка сучасного храму Ельжбета Луція Сенявська в 1607 році для будівництва костелу єзуїтів Львова переказала 40000 злотих, забезпечених на Добрянах, Бродах, Красові, виплативши першу рату 17000 злотих, що дало можливість розпочати будівництво храму; наступні рати 14300 злотих — 22 січня 1613 року, 8700 злотих — 1616 року. Також вона 1611 року в Ратному підписала заповіт, за яким для майбутнього костелу передавала зібрані багатий одяг, начиння.

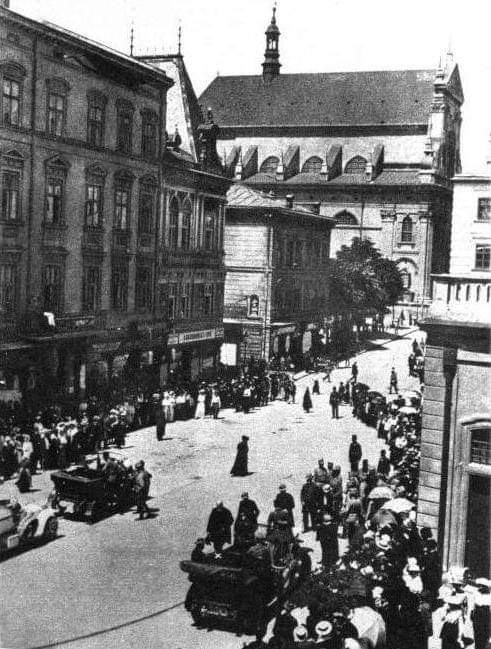
Вулиця Театральна

31 липня 1610 року відбулося посвячення наріжного каменя львівським латинським архиєпископом Яном Замойським, Е. Л. Сенявська не дозволила на ньому залишити своє ім'я.
Автор первісного проекту невідомий. У 1613–1614 роках будівництвом керував Себастян Ламхіус, а у 1618—1621 — архітектор Єзуїтського ордену Джакомо Бріано. Коли в 1618 році Бріано прибув до Львова, стіни костелу вже були виведені на три лікті. Він не розробляв нового проекту, а тільки детально опрацював існуючий та видозмінив інтер'єр. Д. Бріано, вихований на зразках італійської архітектури, вніс у будівлю костелу форми, що вперше склалися в схемі фасаду церкви Іль Джезу в Римі, спорудженої Джакомо Віньйолою і Джакомо делла Порта. Ця схема розповсюдилася в європейській архітектурі XVII століття, стала характерною для стилю бароко. 1624 року освятили першу бічну каплицю святого Венедикта. 1630 року храм був завершений і освячений Львівським архієпископом Яном Анджеєм Прухніцьким. Довжина святині становила — 41 м, ширина — 22,5 м, висота — 26 м.

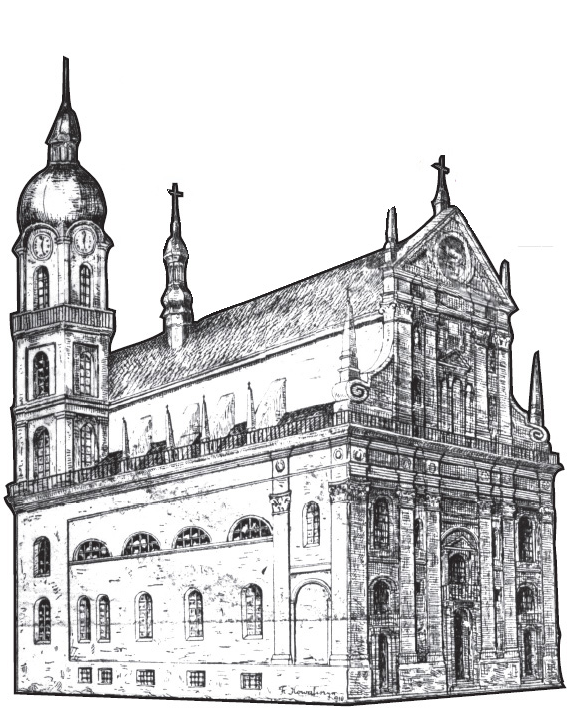
Гравюра церкви, на якій зображена вежа із годинником

З південної сторони абсиди у 1702 році було споруджено чотиригранну вежу-дзвіницю (будівничий Валентин Годний), яка стала найвищою в міст і на якій 1754 року встановили годинник. У 1830 році була розібрана через ймовірність руйнування після падіння 14 липня 1826 року вежі Львівської ратуші.
Скульптор Томас Гуттер спільно із Конрадом Кутшерайтером в 1736—1737 роках виготовляв вівтарі для костелу.

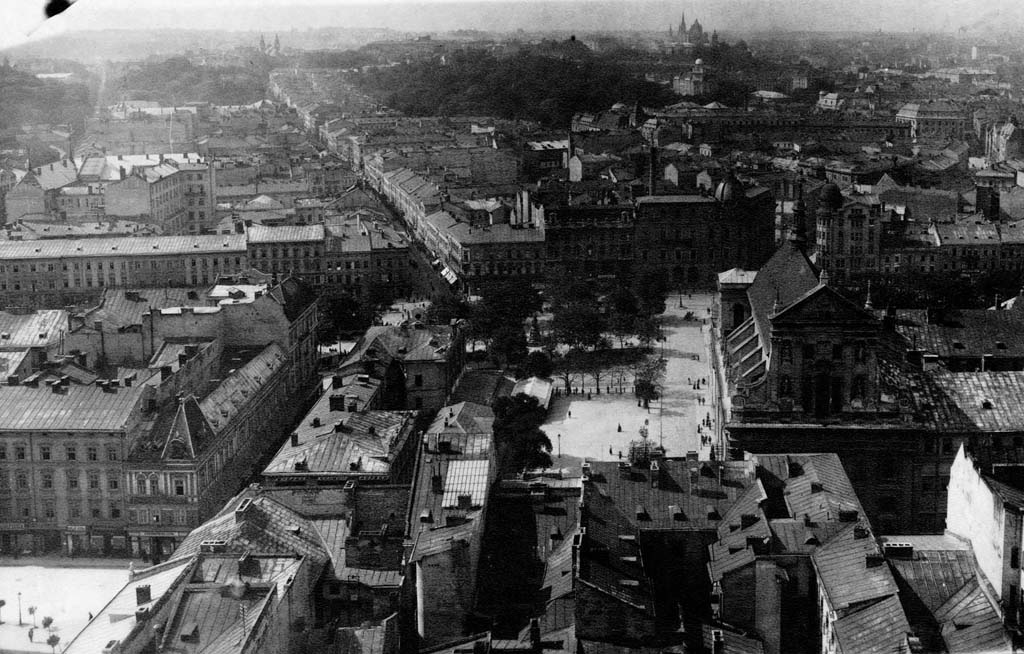
Храм правіше від центру

У 1740 році проведено ґрунтовну реконструкцію, кошти для якої надали коронний конюший Юрій-Станіслав та його дружина Маріанна Тереза із Замойських Дідушицькі. Зокрема, було «усунуто» пам'ятний надгробок похованої тут фундаторки. Власне тоді на місці бічних каплиць з'явилися нави, стіни й склепіння отримали фресковий розпис, який виконали художники Франциск та Себастіян Екштайни — вихідці з міста Брно у Моравії. Ф. Екштайну (роботи в костелі він розпочав із запізненням через конфлікт з місцевим цехом, на захист якого став львівський єпископ Самуель Ґловінський) належать чотири композиції на склепінні головної нави, після його смерті у 1741 році роботу продовжив син Себастьян, який виконав фрески над хорами і бічними навами. Цінним твором мистецтва є скульптурне розп'яття роботи Яна Пфістера в бічному вівтарі.
23 липня 1741 року до новозбудованої каплиці (фундаторка Маріанна Дідушицька) при західній стіні костелу урочисто помістили мощі св. Бенедикта, привезені з маєтку Ю.-С. та Маріанни Дідушицьких (тепер Вільхівці), участь брав Миколай Вижицький. Фаустин Ґродзіцький, професор архітектури львівського колегіуму єзуїтів у 1741—1749 роках, міг виготовити проект головного вівтаря.
Після ліквідації Ордену Єзуїтів 1773 року храм почав виконувати функції військової гарнізонної церкви. У 1775—1848 роках у костелі єзуїтів відбувалися засідання Галицького станового сейму. 
З відновленням у 1814 року папою Пієм VII Ордену Єзуїтів, у 1820 році вони повернулися до Львова. У 1836—1848 рокахзотці єзуїти розвинули жваву пастирську діяльність. Зокрема вони виконували обов'язки в'язничних капеланів, організовували молитовні братства, надавали духовну опіку монашим згромадженням. Після поділу Речі Посполитої в костелі іноді відправляв богослужіння Львівський греко-католицький єпископ Петро Білянський. 1836 року костел повернули єзуїтам.
Пам'ятка реставрувалася в 1842, 1879 і 1896 роках.
1848 року під час бомбардування міста два ядра впали на храм та пошкодили дах. Після «Весни народів» 1848 року монахів єзуїтів знову вигнали з храму, і знову, через чотири роки, вони повернулися. В 1905 р. було здійснено коронацію ікони Матері Божої Замилування (зараз знаходиться у Вроцлаві, Польща). Значних ушкоджень храм зазнав також під час двох світових воєн.
4 червня 1946 року монахи єзуїти були змушені залишити Львів, забравши з собою найцінніші речі, зокрема короновану ікону Пресвятої Богородиці.

Протягом десятиліть у стінах храму зберігалися понад 2 300 000 книг

За вказівкою нового радянського режиму, який вважав релігію згубним та архаїчним пережитком неосвіченого люду, а Церкву ворогом № 1 нової атеїстичної ідеології храм довелося зачинити. В результаті війни був знищений дах церкви, який замінили тимчасовим. У 1959 році провели відновлювальні роботи на даху, якими керував архітектор Ігор Старосольський. Якийсь час церкву використовували як склад, а від 1970-х років передали Львівській науковій бібліотеці імені Василя Стефаника НАН України під книгосховище обмінного фонду (станом на жовтень 2011 року у ній знаходилось понад 2,3 млн книг). Експлуатація будівлі церкви як книгосховища дала можливість уникнути значних руйнувань інтер'єру, хоча вповні зберегти внутрішню оздобу не вдалось. Так через поганий стан покрівлі храму всередину потрапляла волога, це стало причиною втрати цінних фресок центрального склепіння та в бічних навах. Наприкінці 1990-х років провели археологічні розкопки у криптах під центральною навою та відреставрували приміщення сутерен під південною навою. 
8 липня 2010 року Львівська міська Рада передала храм у власність Курії Львівської Архиєпархії Української Греко-Католицької Церкви — релігійна католицька організація, завданням якої є проповідувати Слово Боже у середовищі військовослужбовців та їх сімей. До структури військового капеланства ввійшли священики нової генерації. Зважаючи на успішність у розвитку новоствореної структури, владика Ігор Возьняк — архієпископ Львівський, доручив військовим капеланам розпрацювати також і структури пасторальної праці зі студентською молоддю, дітьми-сиротами та потребуючими дітьми.

Прес-конференція присвячена питанню відкриття храму. У центрі настоятель церкви о. Степан Сус

Таким чином, у 2008 році було створено Центр Студентського Капеланства, а рік пізніше, у 2009 році — Центр Опіки Сиріт. На сьогодні Центр Військового Капеланства, Центр Студентського Капеланства та Центр Опіки Сиріт — це три різні структури Курії Львівської архиєпархії, які тісно співпрацюють та виконують конкретне завдання — душпастирська праця з військовими, студентами та сиротами.
Священики, які душпастирюють у цих інституціях, не є парохіяльними священиками та покликані виконувати капеланське служіння у Церкві.1 жовтня 2008 року високопреосвященніший владика Ігор Возьняк листом Курії Львівської Архиєпархії ЛВ 08/832 доручив капеланам Центру Військового Капеланства виконувати працю щодо передання у власність Українській Греко-Католицькій Церкві будівлю церкви свв. апп. Петра і Павла (Храм Єзуїтів), що у м. Львові на вул. Театральній, 11, та розпрацювати концепцію відродження душпастирства у цій святині. Впродовж двох років тривав процес приготування усіх необхідних документів у даній справі.14 травня 2010 року головний настоятель Товариства Ісуса в Україні дав позитивну згоду на лист-прохання Львівського Архієпископа УГКЦ щодо відродження душпастирства у храмі свв. апп. Петра і Павла та виявив готовність також долучитись з усіма ченцями-єзуїтами до пасторального служіння у храмі та будь-де на території Львівської Архиєпархії УГКЦ. 8 липня 2010 року рішенням Львівської міської ради № 3698 будівлю церкви свв. апп. Петра і Павла було передано у власність Курії Львівської Архиєпархії УГКЦ. Сьогодні церквою опікуються капелани Центру Військового Капеланства Курії Львівської Архиєпархії УГКЦ.
| | Цей храм має свою історію і є відомим те, що з 1848 по 1939 роки він служив місту як гарнізонний храм, а поруч нього, у колишній Єзуїтській колегії, навчався наш славний гетьман Богдан Хмельницький. Вважаю, що було б доречно відродити цей храм та, зважаючи на його історичне минуле, дозволити, щоб у ньому було відновлене душпастирство, спрямоване на задоволення духовних потреб військовослужбовців міста та їхніх сімей. У кожній країні, де військове душпастирство чи капеланство є офіційно визнане державою, існують гарнізонні храми, у яких військовослужбовці збираються на молитву при різних нагодах та зокрема під час державних та військових пам'ятних дат, святкувань. |

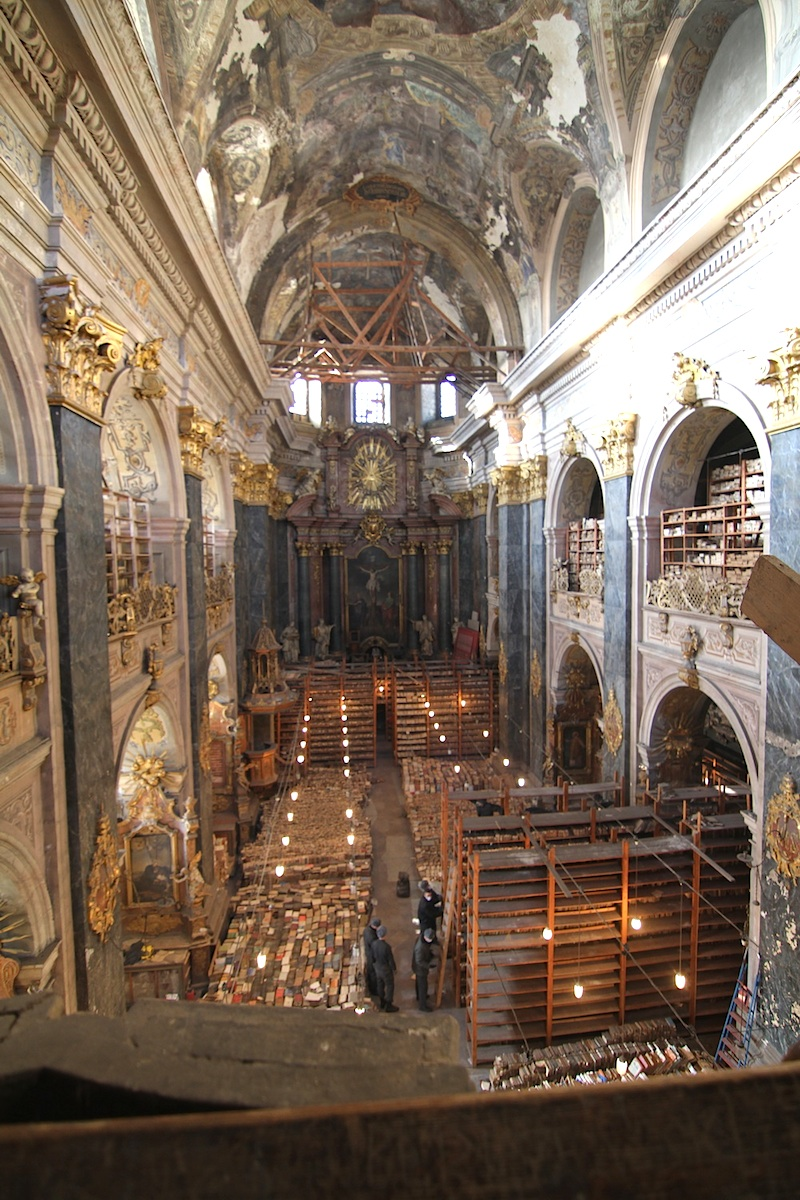
Вивезення книг із храму 12 листопада 2011

| — Блаженніший Любомир (Гузар) про храм у зверненні до міського голови Андрія Садового. Київ, 25 травня 2009 року.' | |

6 грудня 2011 року колишній костел Петра і Павла ордену Єзуїтів відкрили для богослужінь. Тепер він називається церква Петра і Павла і належить Курії Львівської Архиєпархії УГКЦ. Всі книжки бібліотеки ім. В. Стефаника, які зберігалися в церкві, перенесли до приміщення, розташоване на території військової частини, за адресою вул. Авіаційна,1.
У день 20-ї річниці Збройних Сил України у Львові відбулося урочисте відкриття і освячення першого гарнізонного храму святих апостолів Петра і Павла. На урочистості з нагоди відкриття храму прибули голова Львівської обласної державної адміністрації Михайло Костюк, міський голова Львова Андрій Садовий, представники різних силових відомств, у тому числі командувач Західного оперативного командування генерал-лейтенант Юрій Думанський, начальник Академії Сухопутних військ імені Гетьмана Петра Сагайдачного генерал-лейтенант Павло Ткачук, командири військових частин і установ, військовослужбовці гарнізону та громадськість. Чин освячення храму звершив Високопреосвященний Архієпископ і Митрополит Львівський Ігор (Возьняк) у співслужінні Єпарха Сокальско-Жовківського, керівника Департаменту Патріаршої Курії у справах душпастирства силових структур України, а також військових капеланів Преосвященного владики Михаїла (Колтуна).
|                                                                                     | Всечесні та преподобні отці, Вельмишановні військовослужбовці, Високодостойні представники влади, Дорогі молільники, ми довго чекали на сьогоднішній день, щоб благословити цю церкву, яка служила книгосховищем… . Від тепер тут відбуватимуться моління людей до Всевишнього Бога, складатиметься подяка Господу, відбуватиметься примирення між Богом та людиною через щире покаяння. Це — так важливо, щоб жити у мирі з Богом, здобувати праведність та вічну нагороду. |
| — Слово Владики Ігора (Возьняка) в день відкриття храму. Львів, 6 грудня 2011 року. | |

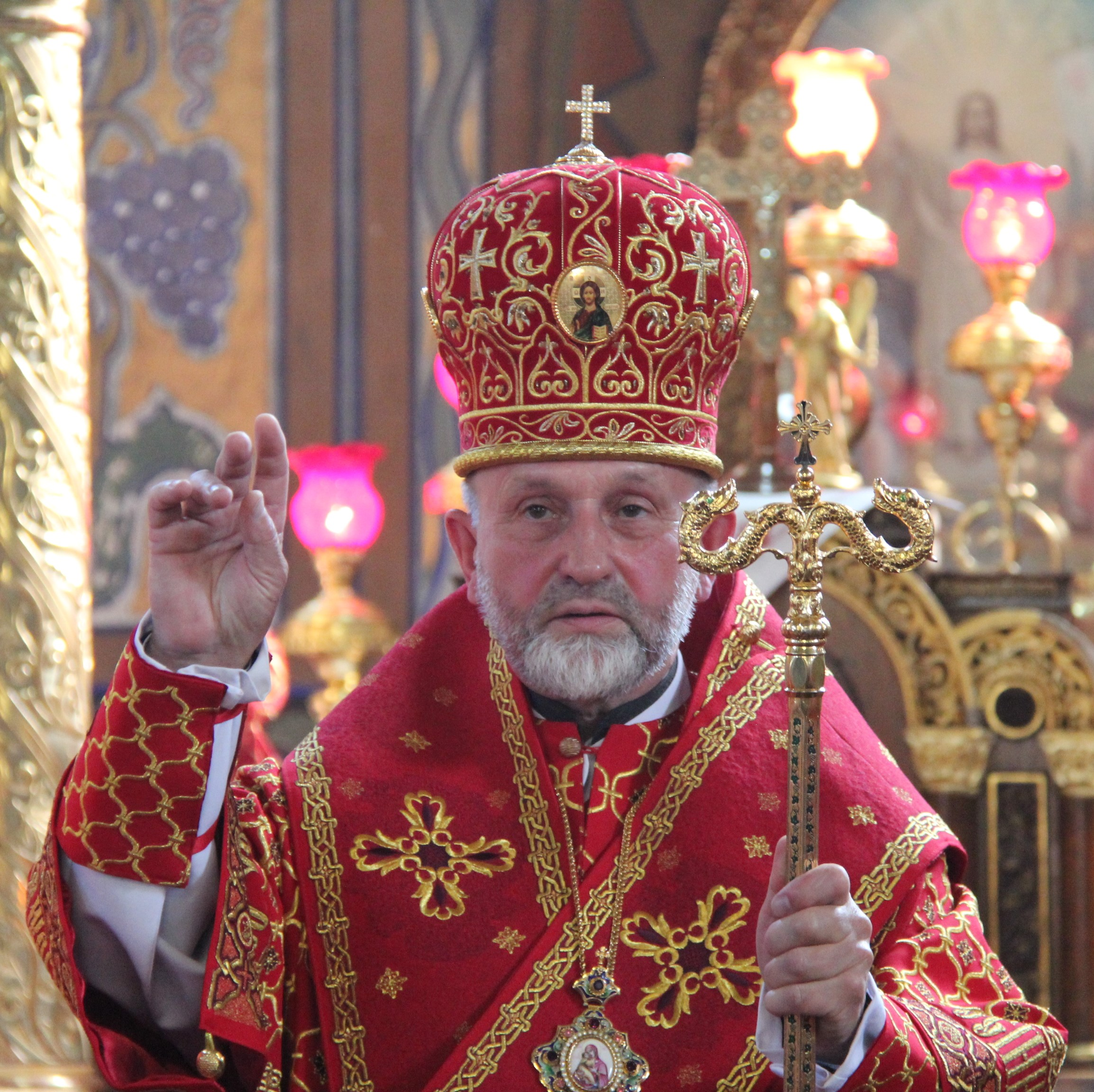
Ігор (Возьняк), Архієпископ і Митрополит Львівський УГКЦ

У 2016-17 почалась масова реставрація фасаду та внутрішніх скульптур та розписів, які заплановано завершити 2022 року.
2019 року настоятель Гарнізонного храму св. апостолів Петра і Павла о. Степан Сус призначений єпископом курії верховного архиєпископа УГКЦ.
|                                                                                          | Майже у кожній країні світу діють гарнізонні храми — це є виявом того, що військо формується не тільки на міцності і на чеснотах доблесті, честі і слави, які пропагують у середовищі військовослужбовців, але й на духовних, християнських цінностях. Вояк, вихований на цих цінностях, міцний тілом і духом та готовий обороняти свою Батьківщину. |
| — Настоятель Гарнізонного храму о. Степан Сус про роль святині для українського війська. | |

|                                                                   |  |  |
| Монета Гарнізонний храм святих апостолів Петра і Павла (м. Львів) |  |  |

До 10-ліття від початку нового функціонування храму було влаштоване святкування, на якому зокрема презентовано книгу «Історія одного десятиліття», за авторством історика, директора підземелля Гарнізонного храму Олега Друздєва, а також пам'ятну монету «Гарнізонний храм святих апостолів Петра і Павла (м. Львів)».

## Архітектура

Скульптурне розп'яття виконане Йоганом Пфістером у 1616 році.

Церква Петра і Павла є однією з найбільших культових будівель Львова: її довжина — 41 м, ширина — 22.5 м, висота — 26 м. Найцікавішим її архітектурним елементом є бароковий портал, що виходить на вул. Театральну.
У плані церква — трьохнавовий, зі слабо вираженою зовні абсидою. Бокові нави стосовно центральної дуже вузькі і низькі. Для збільшення площі над ними збудовано галереї — емпори. На початковому етапі замість бічних нав були тільки окремі каплиці, тобто нави, переділені поперечними стінами, що властиво для святинь єзуїтського ордену.
Домінуючим є головний фасад, оздоблений пілястрами коринфського ордера, нішами зі статуями святих та орнаментальною різьбою віконних обрамлень. Скульптури двох верхніх ярусів встановлено у XVII ст. Вгорі є Пресвята Богородиця (ліворуч) та архангел Гавриїл (праворуч). Під ними розташовані святий Войцех (ліворуч) та св. Станіслав Щепановський (праворуч). Скульптури двох нижніх ярусів встановлено у 1894 році (скульптор Фелікс Павлінський). Вони зображують чотирьох святих єзуїтського ордену: нижній ряд — блаженний Андрій Боболя (ліворуч) та св. Станіслав Костка (праворуч), другий ряд — св. Ігнацій Лойола (ліворуч) та св. Франциск Ксаверій (праворуч).
Головний вівтар — потужний, чотириколонний, мурований, мармуризований, біля колон є статуї святих ордену єзуїтів більше людських розмірів.
Протягом XVIII століття інтер'єр святині змінював свій вигляд. Під час реставрації 1896 року в нішах першого ярусу встановлено статуї.
Для робіт над зовнішньою і внутрішньою оздобою храму ченці Товариства Ісуса запрошували визначних майстрів. Вже у 1612—1613 роках працювали: різьбар Іван Моленда, маляр Матвій Климкович і органний майстер Матвій Крайчинський. Після завершення будівельних робіт, 1638 року, склепіння храму оздобили стюковою різьбою і вкрили розписами пензля Матвія Климковича.
Впродовж XVIII століття вистрій церкви змінювався двічі: у 1734 та 1773 роках. 1734 року храм згорів. 1740 року розписи головної нави виконав Франц Ґреґор Іґнац Екштайн (1689—1741) родом з Брна, а після його смерті бічні нави і каплиці розписував Себастіян Екштайн. Скульптурне розп'яття, виконане Йоганом Пфістером, яке було встановлено в одному з бічних вівтарів, вважається цінним витвором мистецтва. Великий центральний вівтар авторства Себастьяна Фесінґера споруджено у 1744—1747 рр., у 1754 і 1759 — виконані два бічні вівтарі. На згадку про проведену реновацію храму на південній стіні при чільному фасаді встановлено таблицю з написом: «D.O.M. Haec aedes sacra inchoata 1610 dedicata 1630 restaurata 1842». 1843 року маляр Алоїзій Рейхан намалював образи Ігнатія Лойоли і Франциска Ксаверія для двох бічних вівтарів. 1894 року під час відновлення фасаду храму в нішах нижнього ярусу поміщено чотири фігури святих єзуїтів: Ігнатія Лойоли, Франциска Ксаверія, Станіслава Костки і Андрія Боболі авторства Фелікса Павлінського.

### Будівля колишньої Єзуїтської колегії
З північної сторони до костелу примикає триповерховий будинок колишньої Єзуїтської колегії, перебудований у 1723 р. Проект попереднього будинку колегії виконав Джакомо Бріано. Учнями цієї колегії були Богдан Хмельницький, Ярема Вишневецький, відомий мандрівник і архітектор Василь Григорович-Барський. Під час реставрації 1906 р. в приміщеннях колегії відкрито фресковий живопис XVIII століття.

### Орган костелу
Орган костелу святих апостолів Петра й Павла музикознавці датують 18 століттям. Використання музичного інструменту впродовж десятиліть спонукало до ремонтів, догляду та реконструкцій. Він і був реконструйований в добу романтизму у XIX столітті. За часів СРСР, після передачі костелу бібліотеці, орган не використовувався, а частка його обладнання (металеві труби) втрачені. Добре збережені дерев'яні орнаментальні та скульптурні оздоби в стилі рококо. Серед скульптур — біблійні персонажі з музичними інструментами:
- цар Давид — з лірою
- Свята Цецилія з органчиком
- дві фігури тримають мандоліну та флейту і їх вважають музами.

Інструмент має 22 регістри; недоукомплектований, потребує реставрації. З 20 століття пошкоджений орган не діє.

### Усипальниця, надгробки, пам'ятні дошки
У крипті костелу були поховані: Франциск та його син Юрій Станіслав Дідушицькі, Ельжбета Луція Сенявська, Александер Станіслав Белжецький, Ян Станіслав Яблоновський та його дружина Маріанна з Казановських, Станіслав Ян Яблоновський, Марцін Ніканор Анчевський, Томаш Карчевський.
У лівій наві костелу збереглися надгробки, пам'ятні таблиці з епітафіями князям Яблоновським: Янові (1659 р.), Янові Станіславові та його дружині Маріанні з Казановських, Станіславові Янові, Станіславові Вінцентію. На одному зі стовпів, що відділяє центральну наву від правої, є пам'ятна дошка Пйотрові Скарзі, на інших — представникам родів Вижицьких, Дідушицьких.

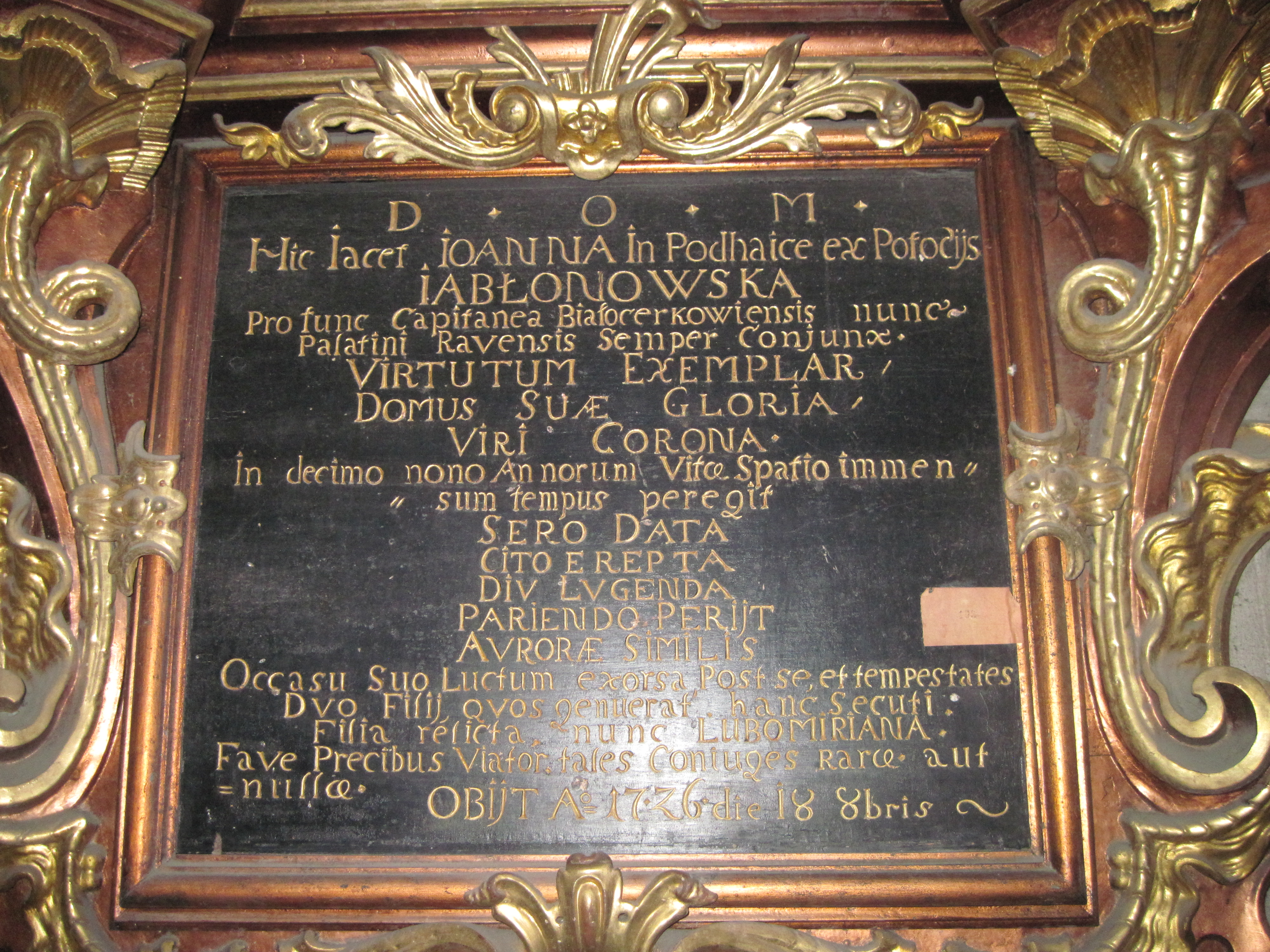
Пам'ятна дошка Йоанні Яблоновській (2014)
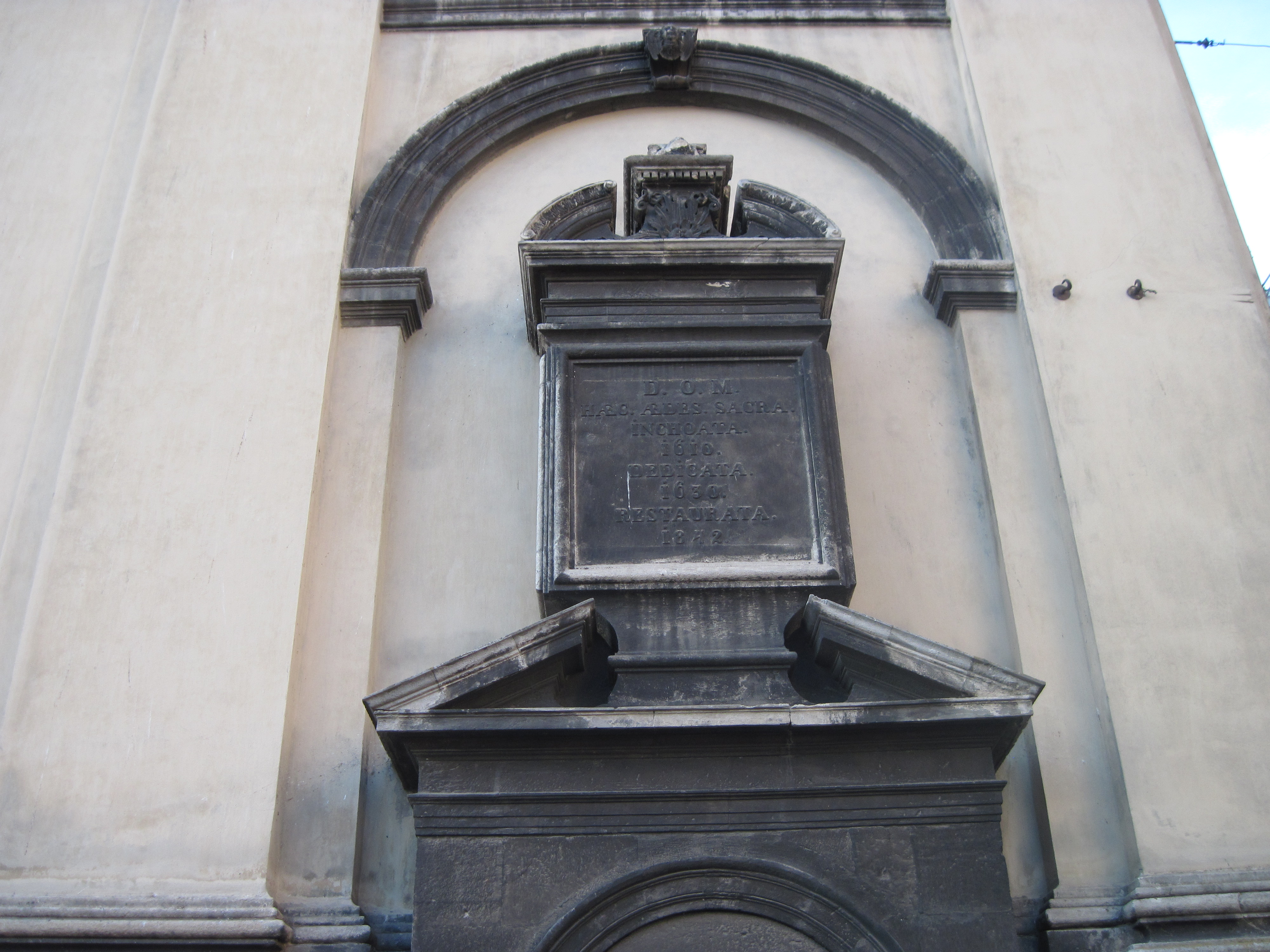
Пам'ятна дошка на зовнішній стіні
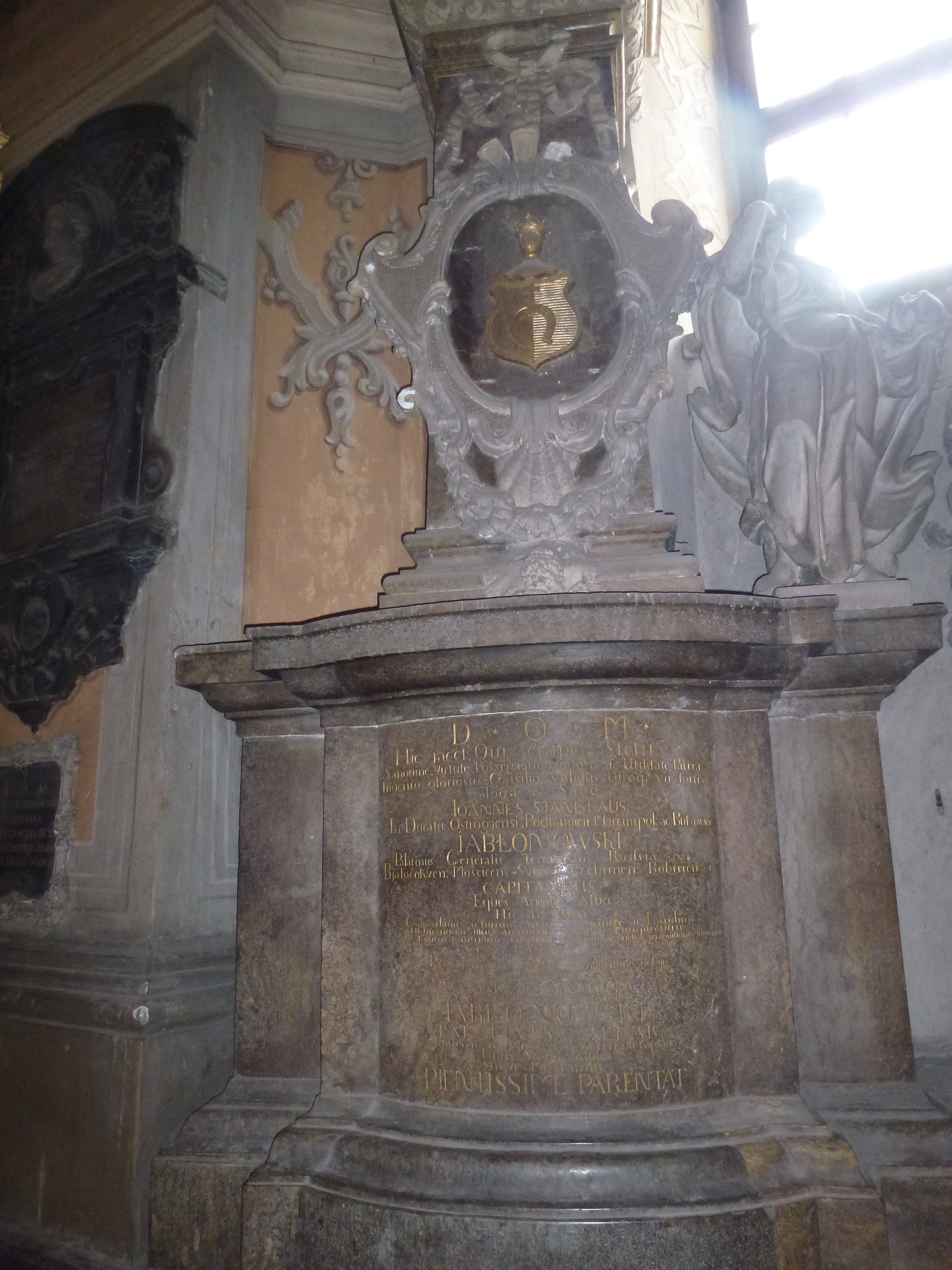
Епітафія Яну Яблоновському
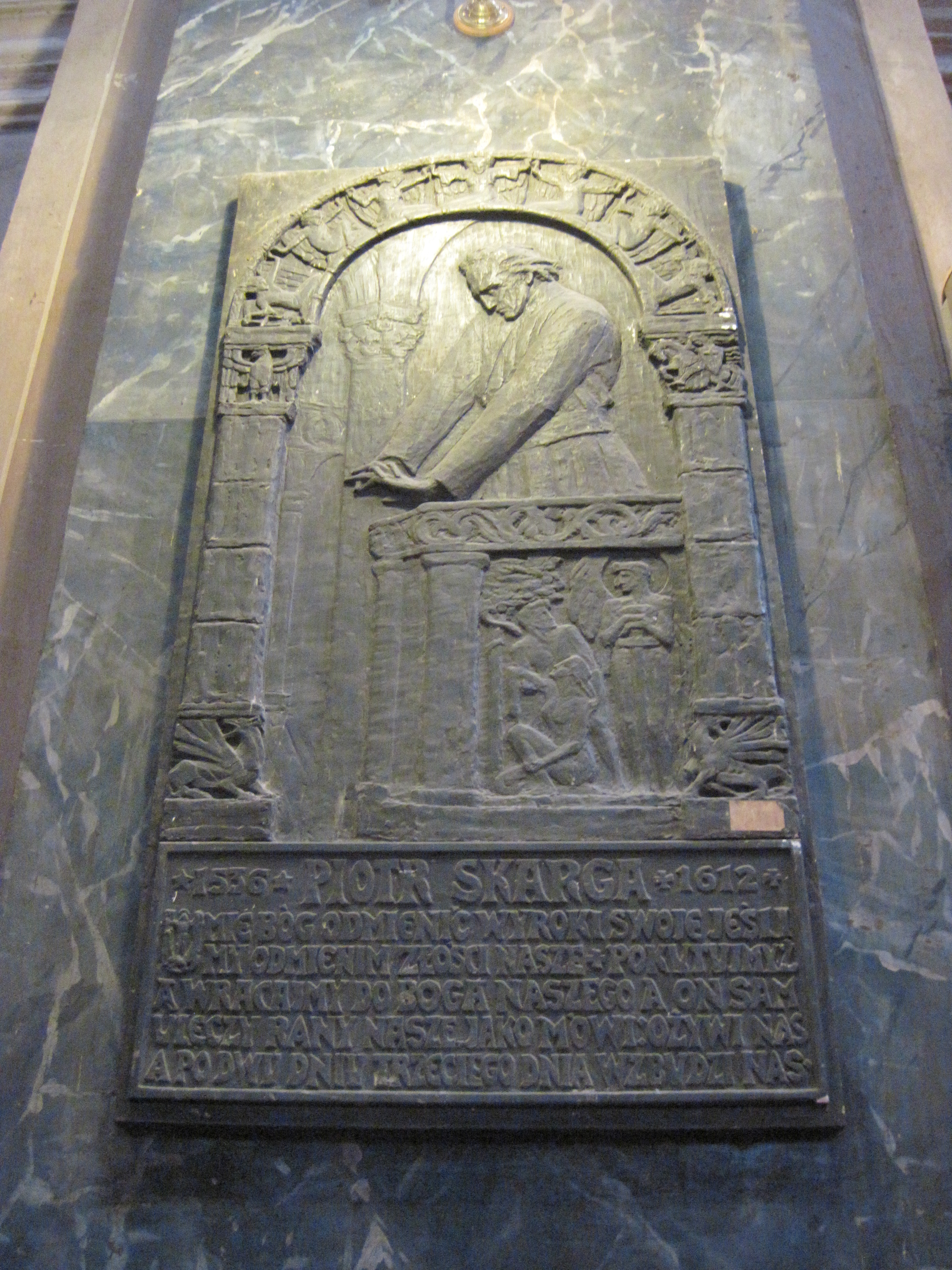
Пам'ятна дошка Петра Скарґи
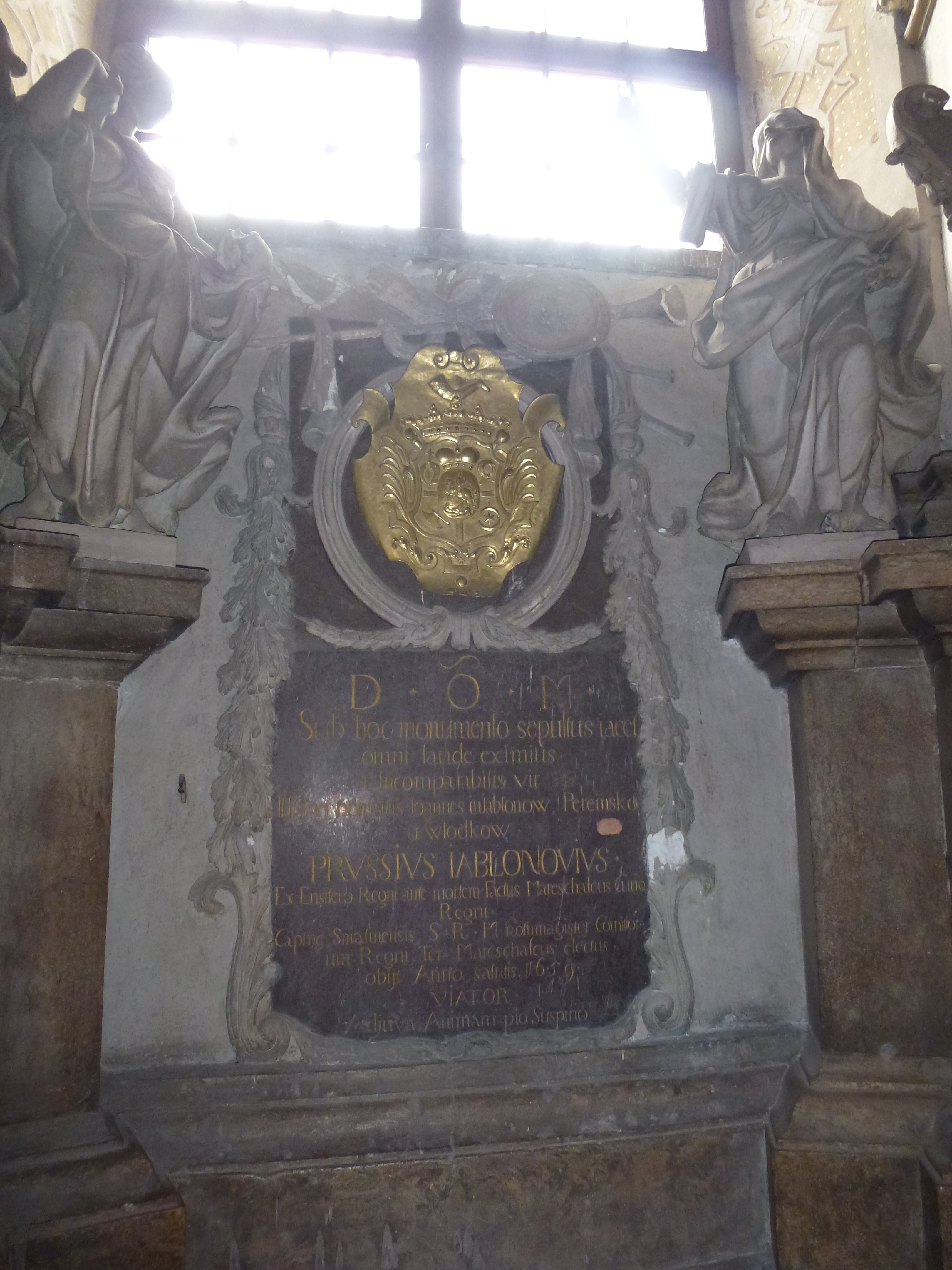
Епітафії Яблоновських
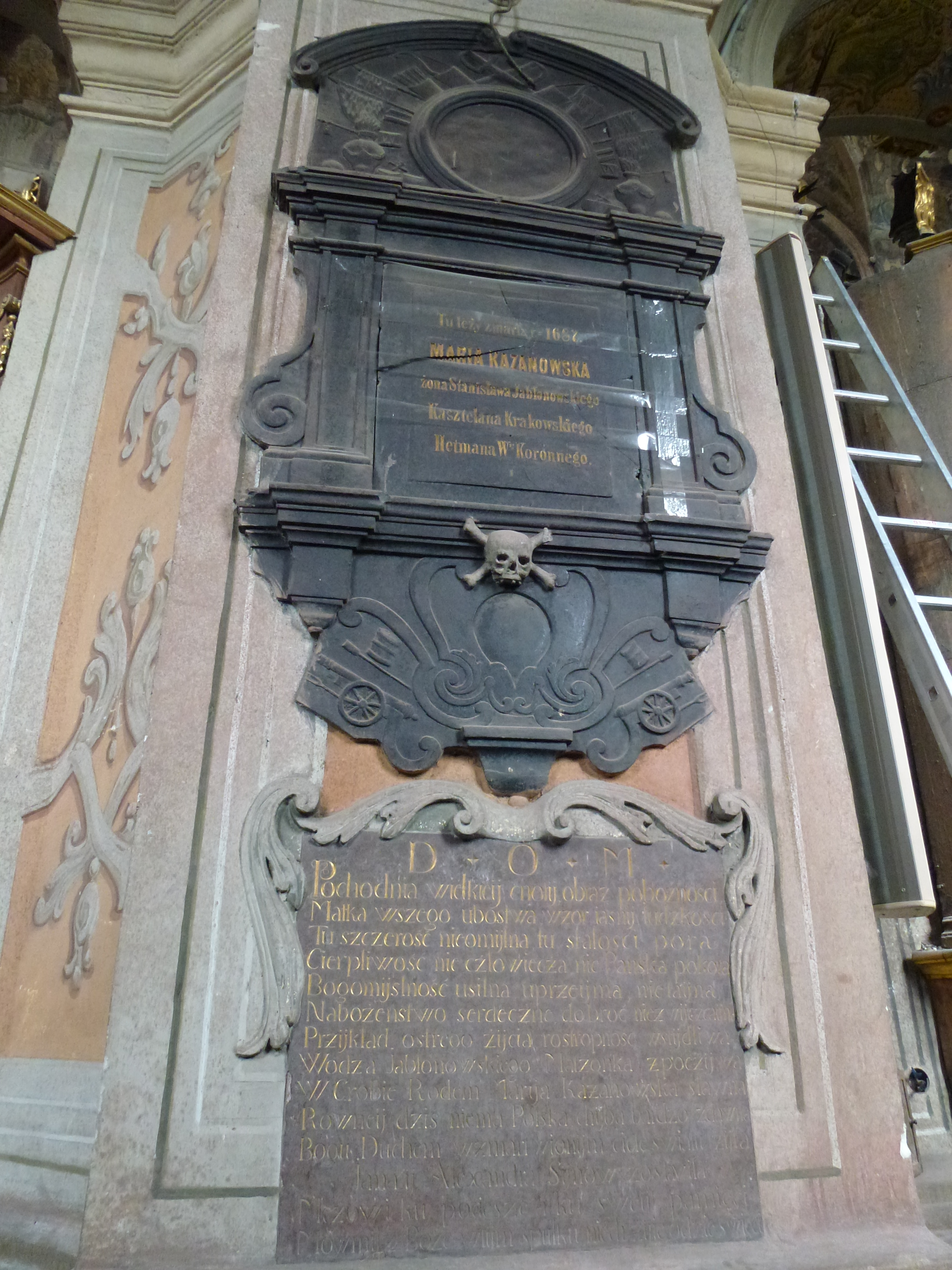
Епітафія Маріані Казановськой, дружині гетьмана Станіслава Яна Яблоновського
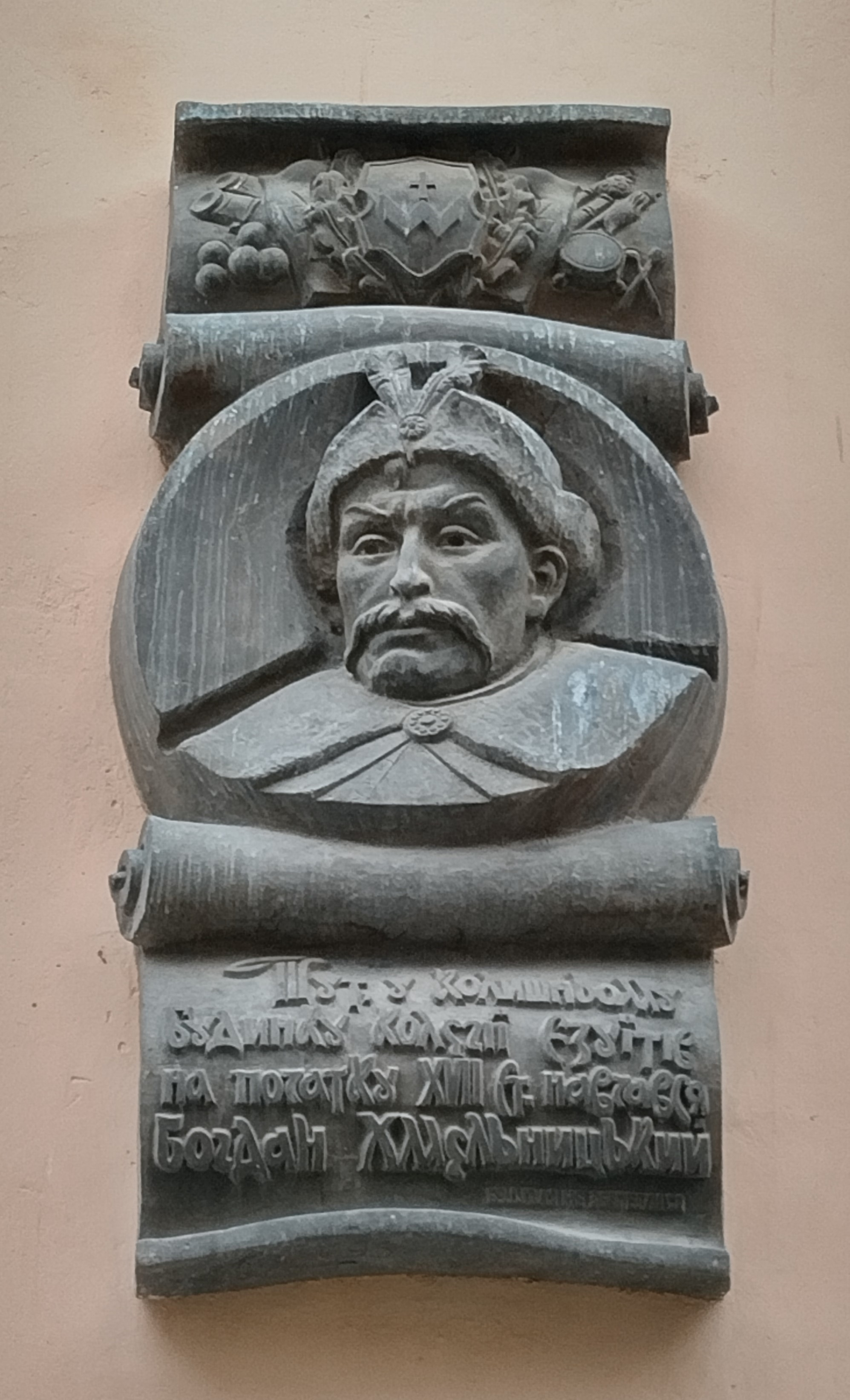
Меморіальна дошка на стіні колишньої Єзуїтської колегії (№ 13) на честь Богдана Хмельницького, який навчався в цьому закладі на поч. XVII ст. (автор - Кудлаєнко, 1995 р.)

## Світлини

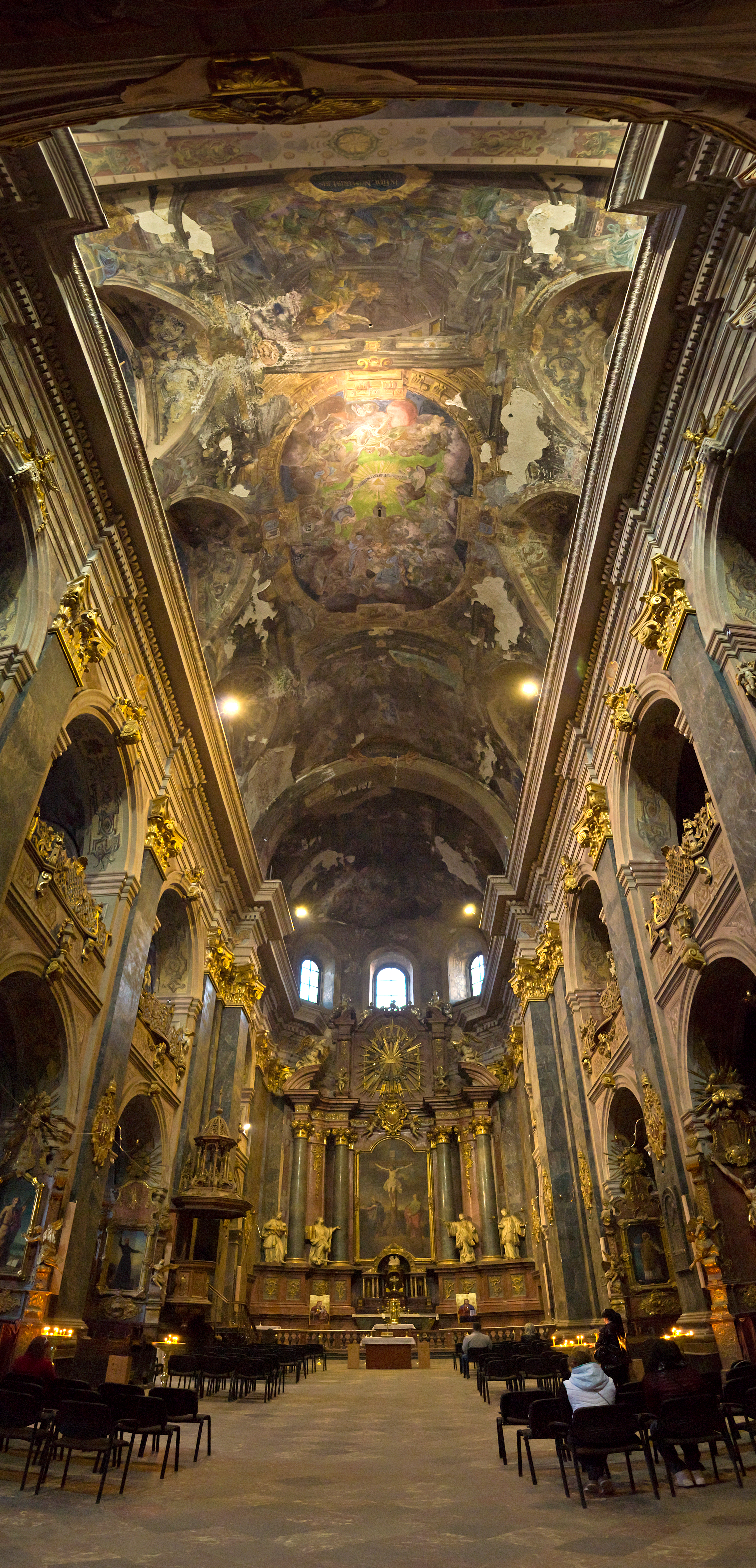
Інтер'єр церкви (2015)
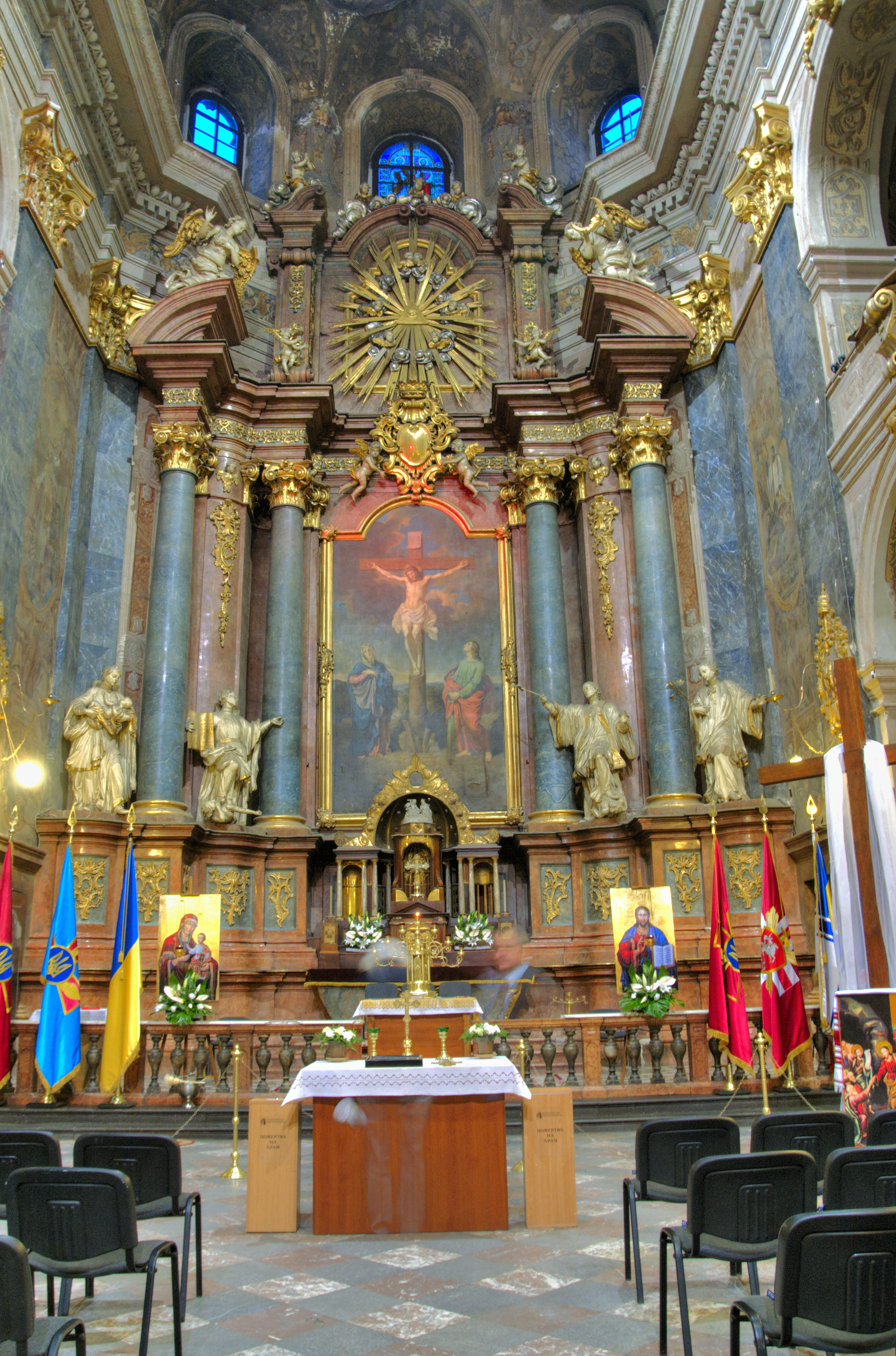
Інтер'єр церкви (2015)
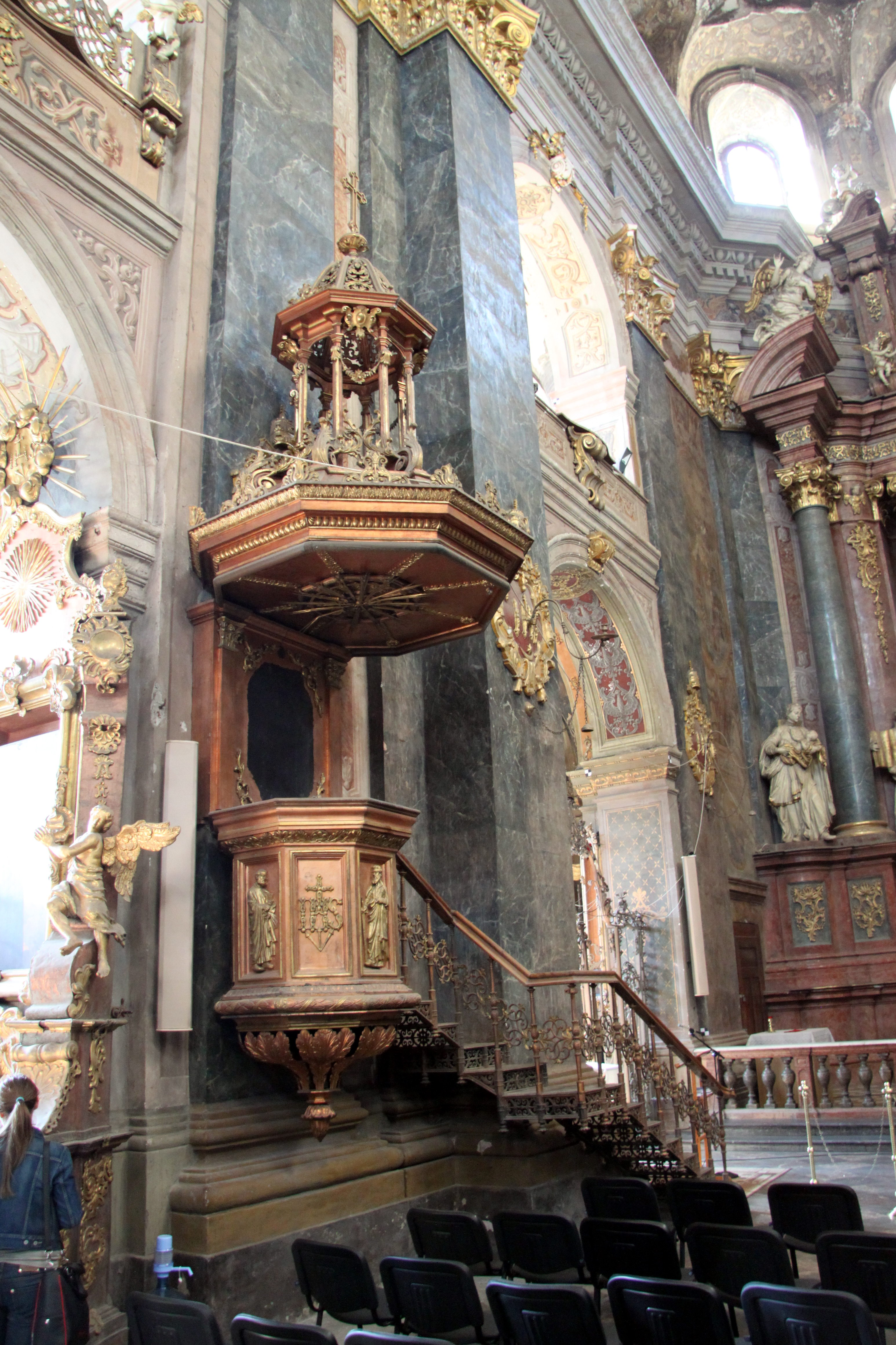
Амвон
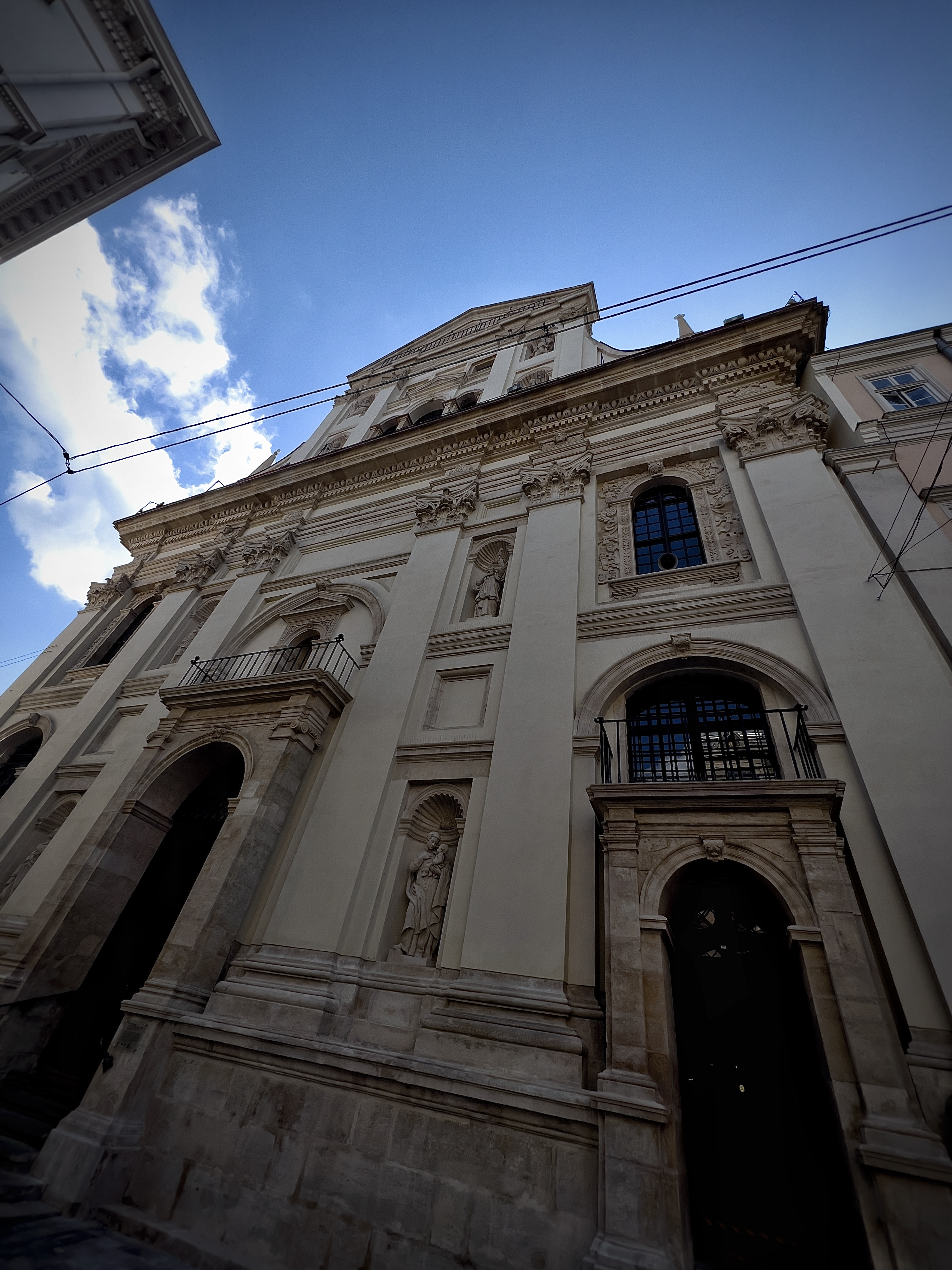
Головний фасад
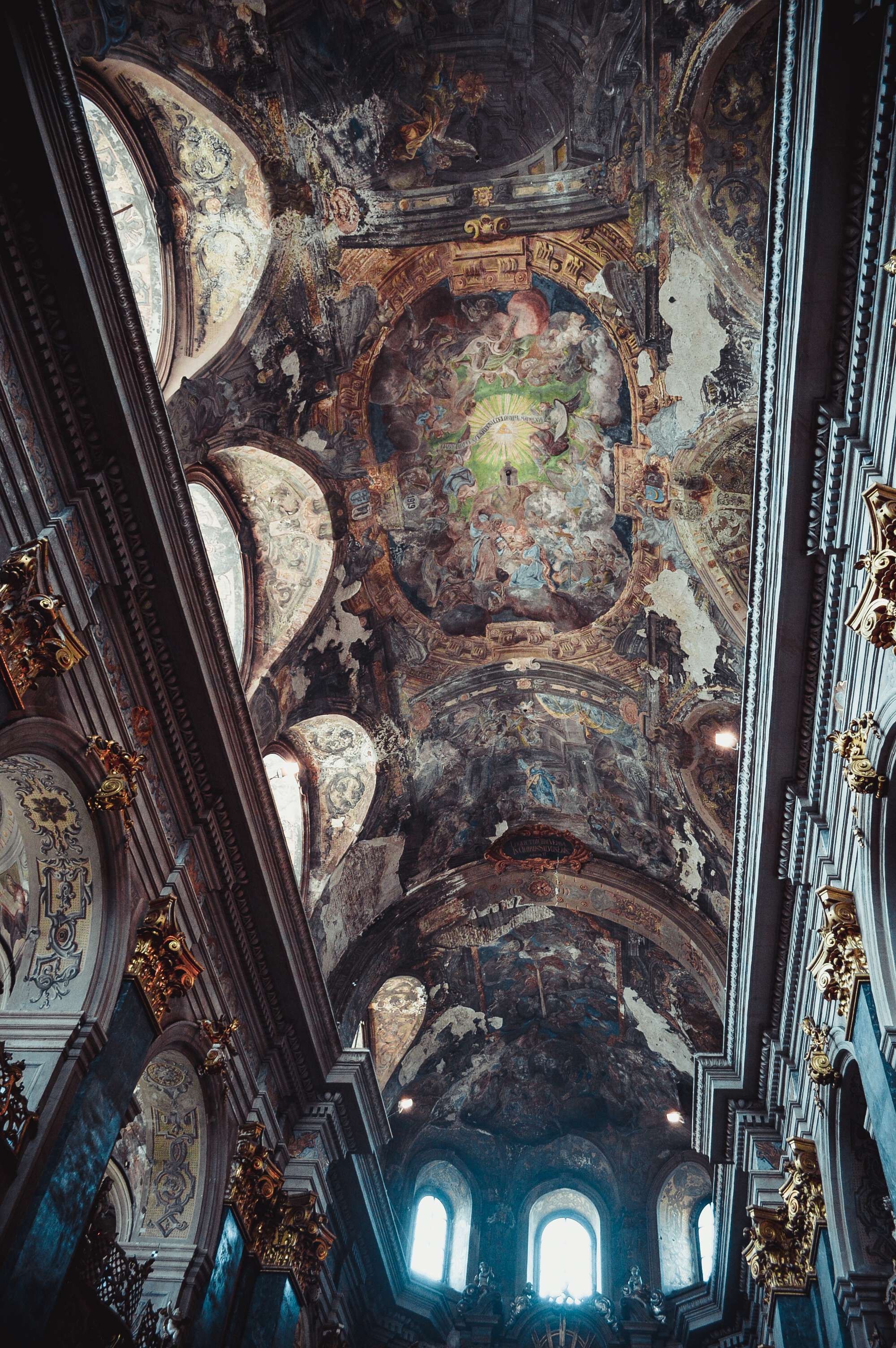
Стінопис на стелі
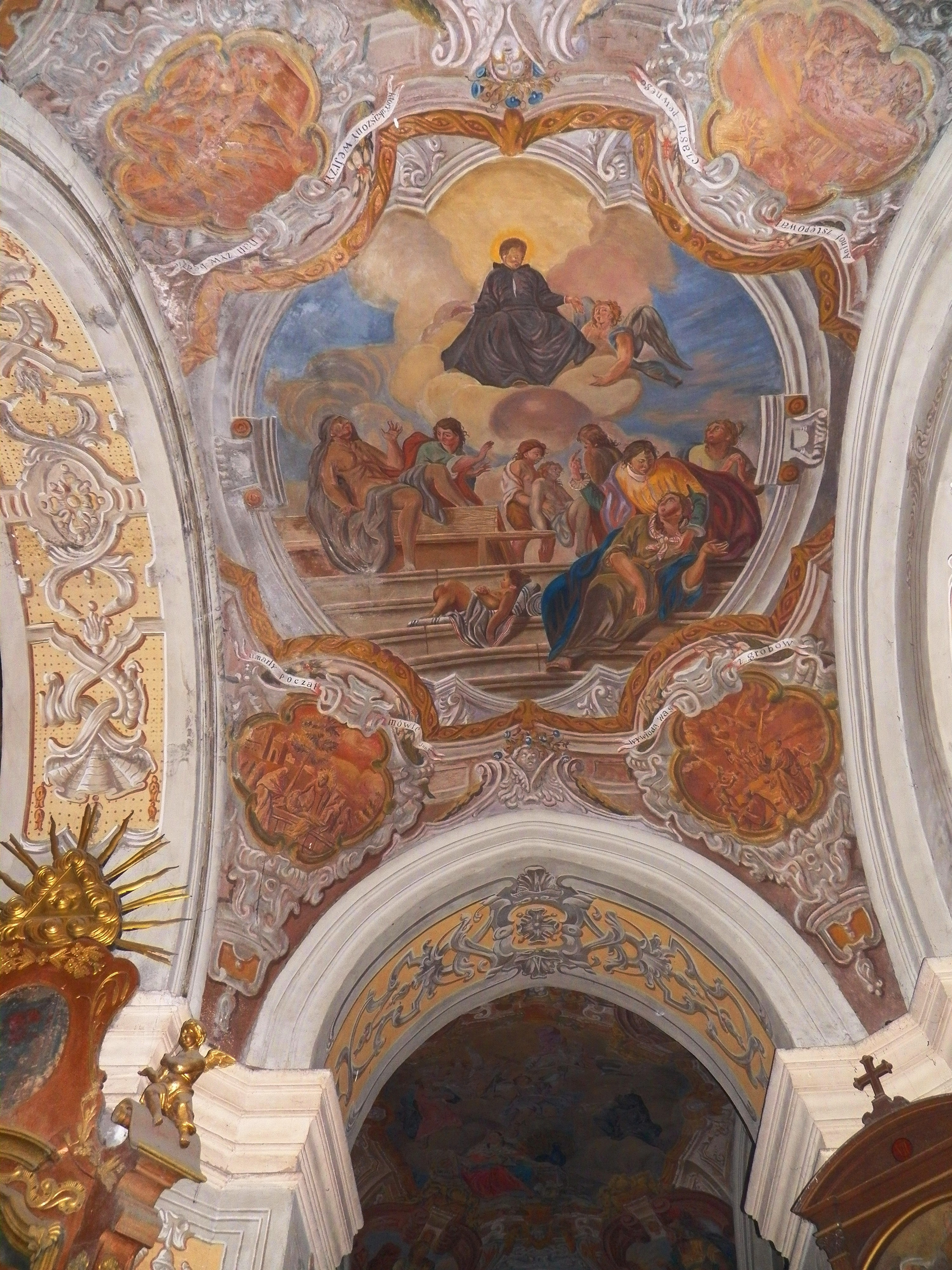
Інтер'єр
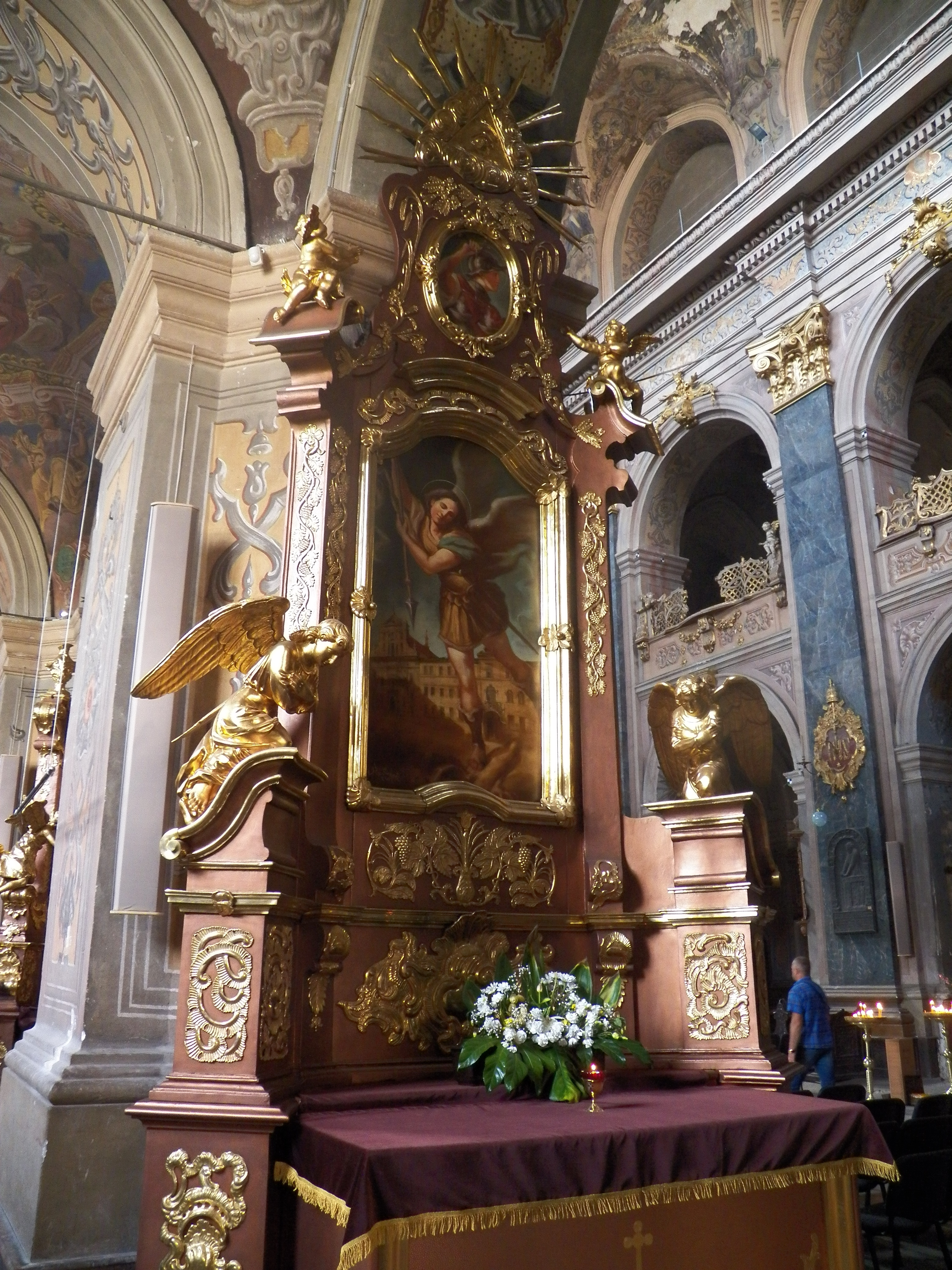
Вівтар
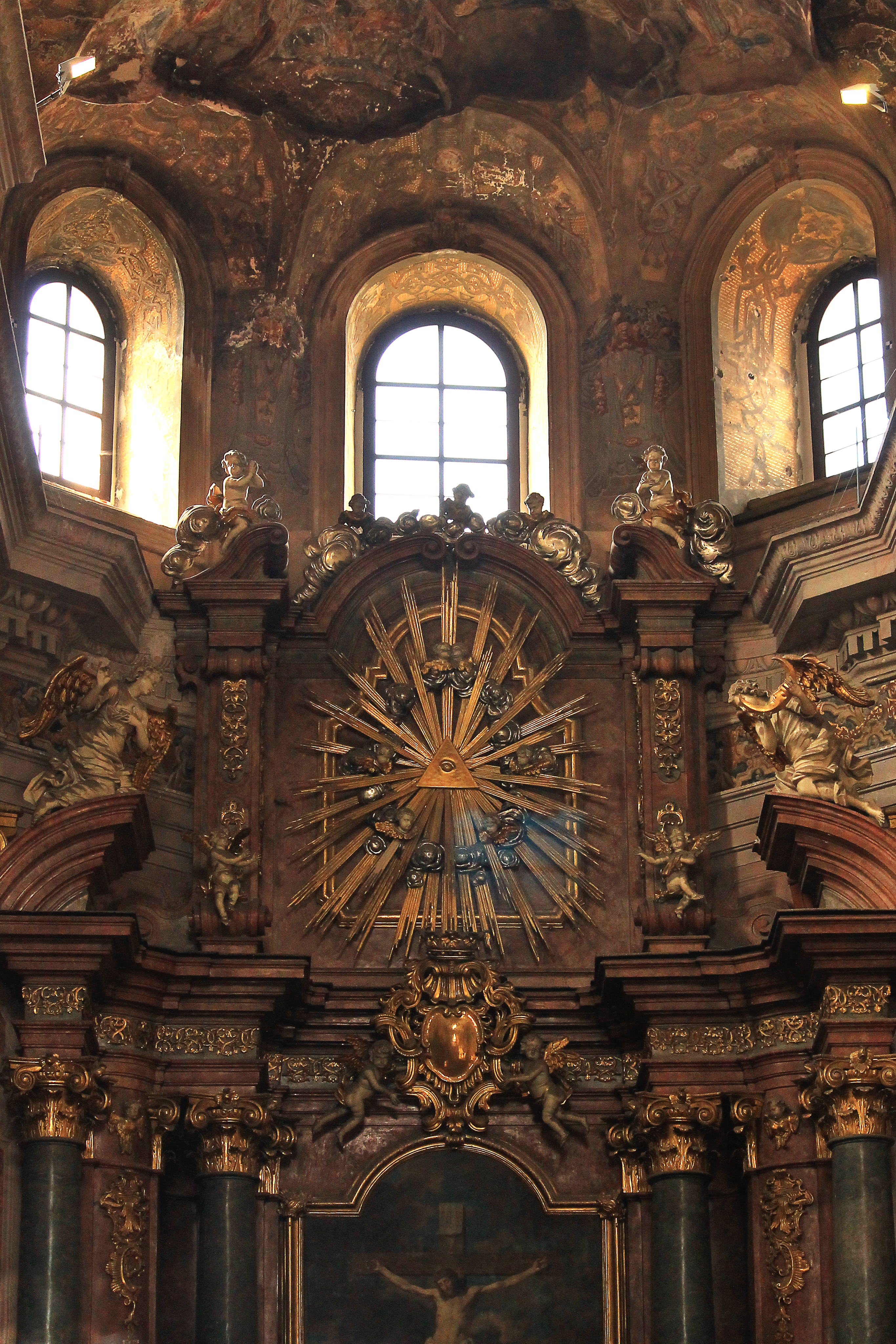
Внутрішній інтер'єр
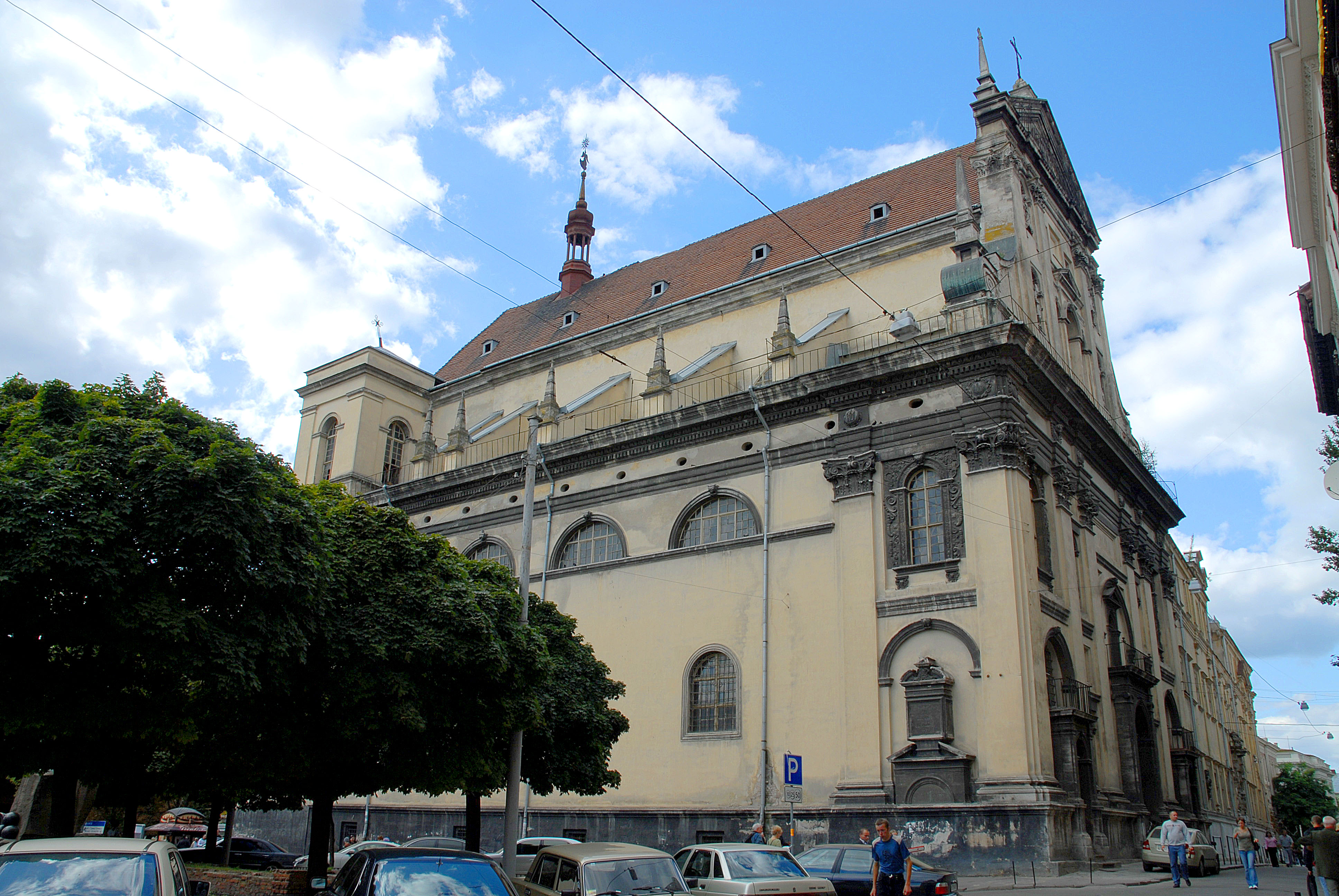
Загальний вигляд
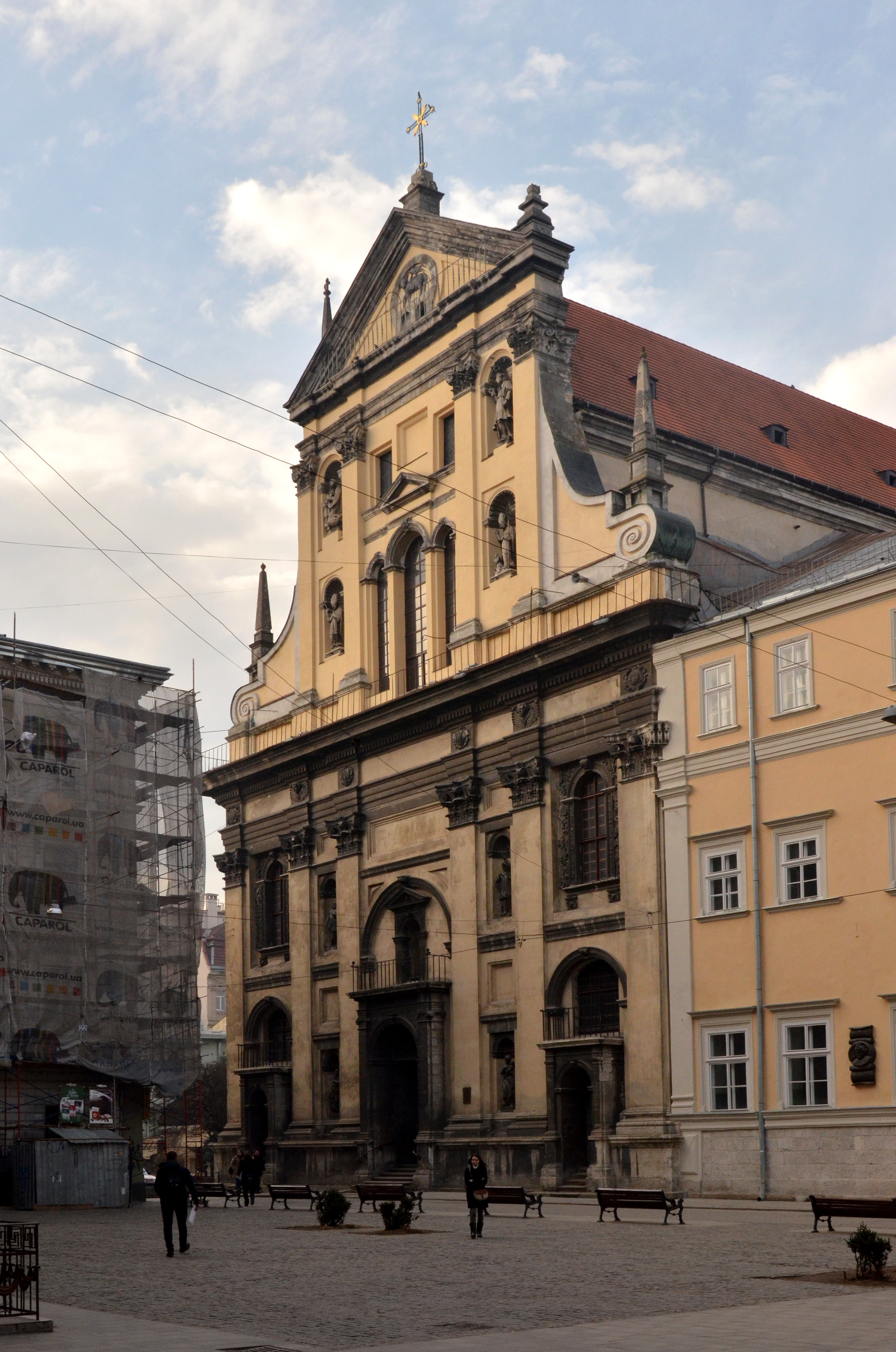
Фасад церкви з вулиці Театральної (початок реставрації 2016)
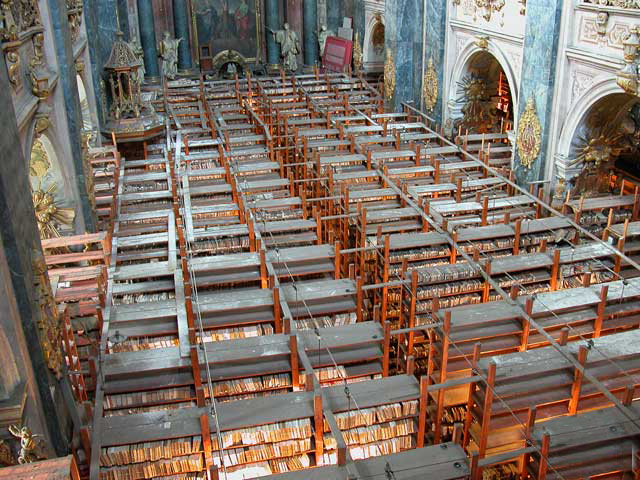
Інтер'єр церкви до відкриття 2011 року
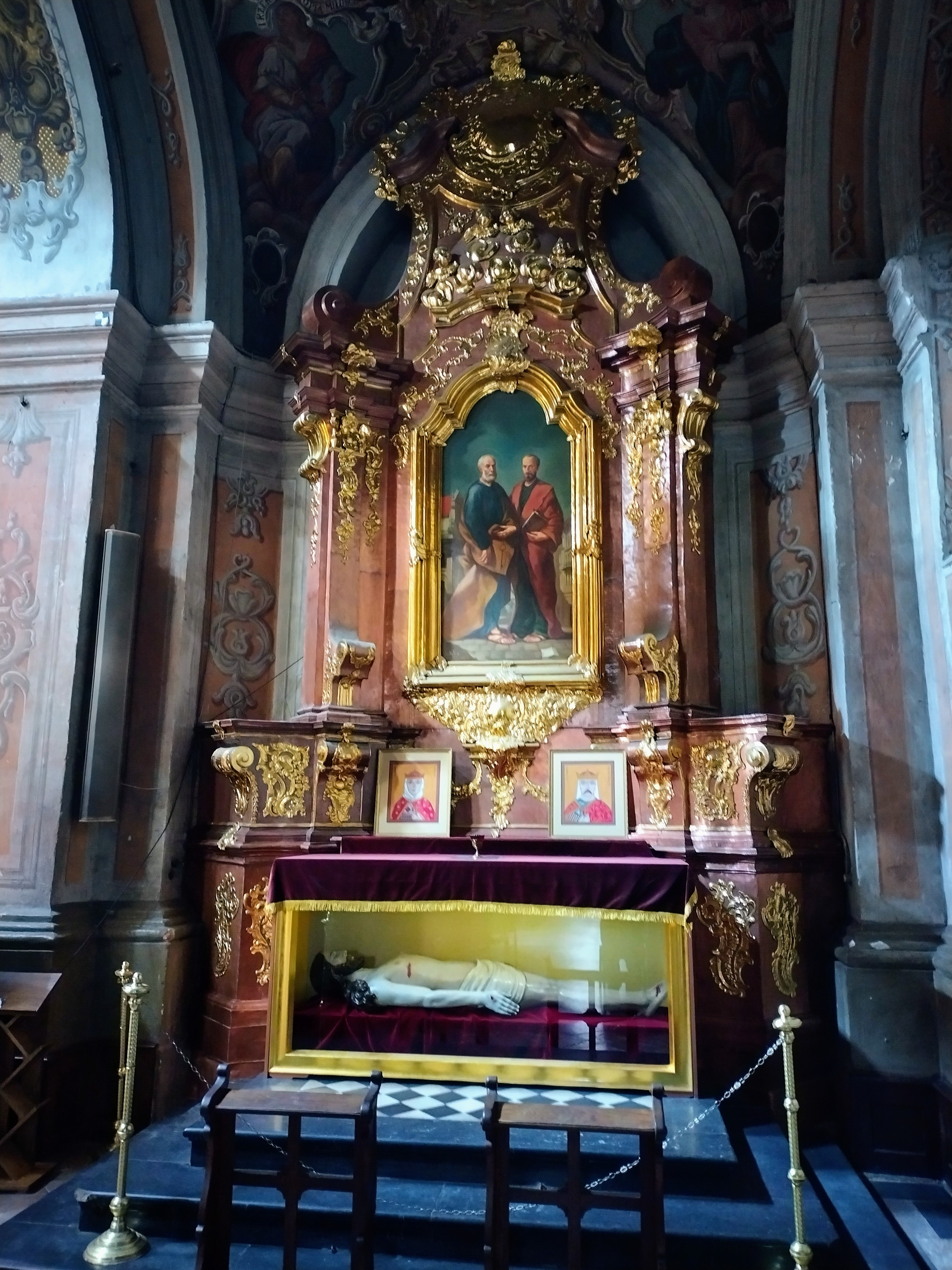
Ікона біля Гроба Господнього
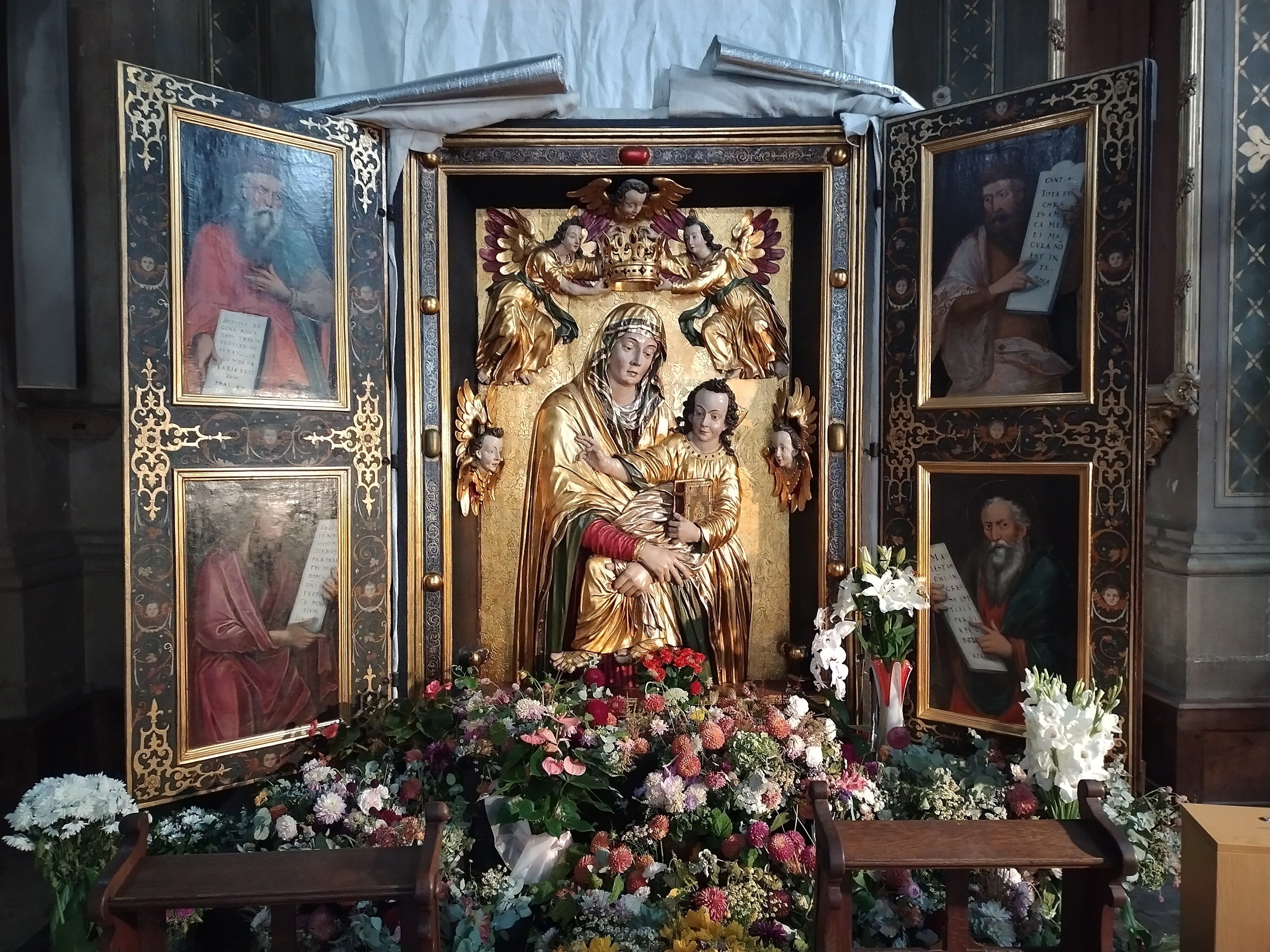
Ікона
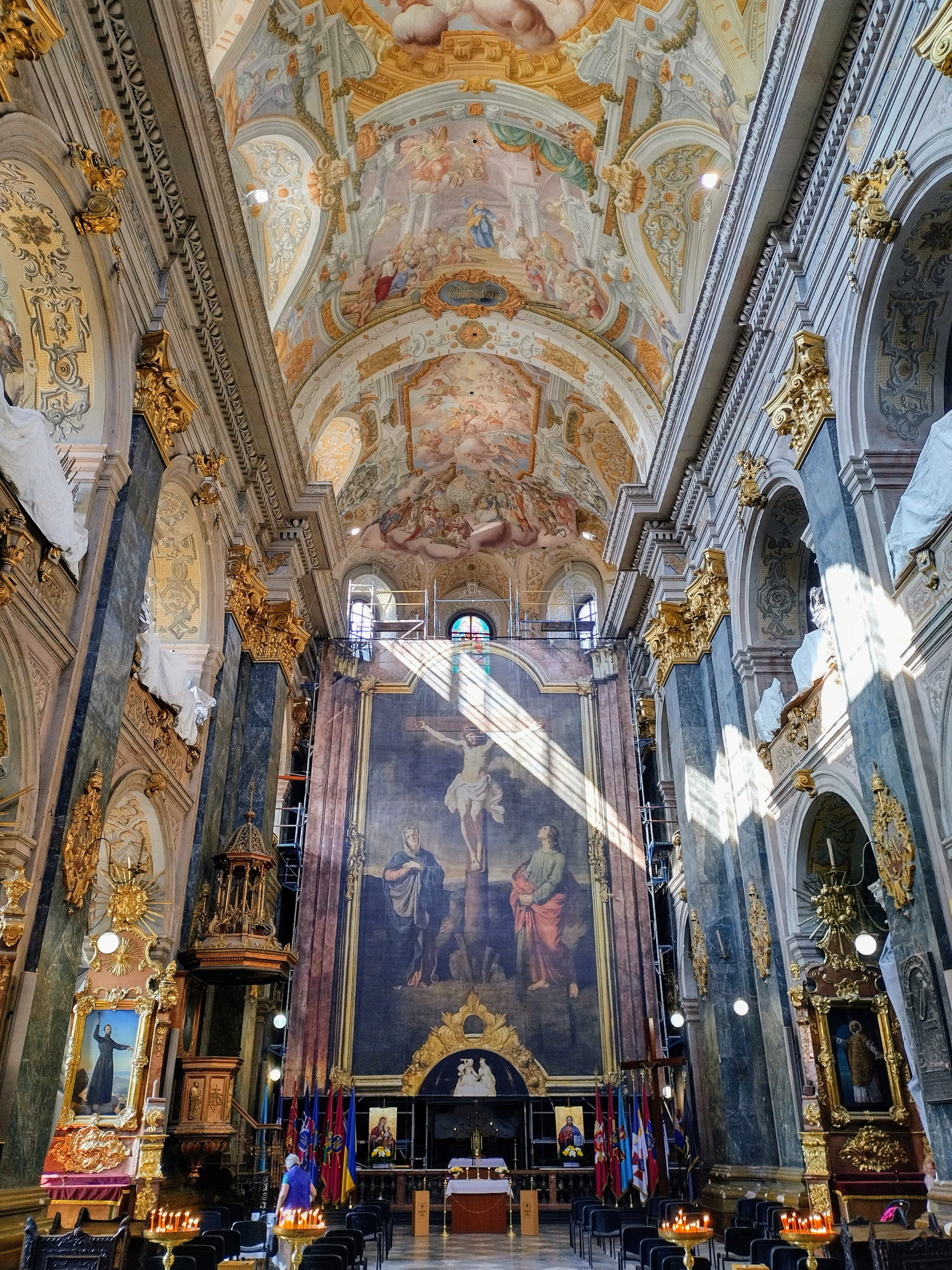
Інтер'єр церкви (2022) під час реставрації
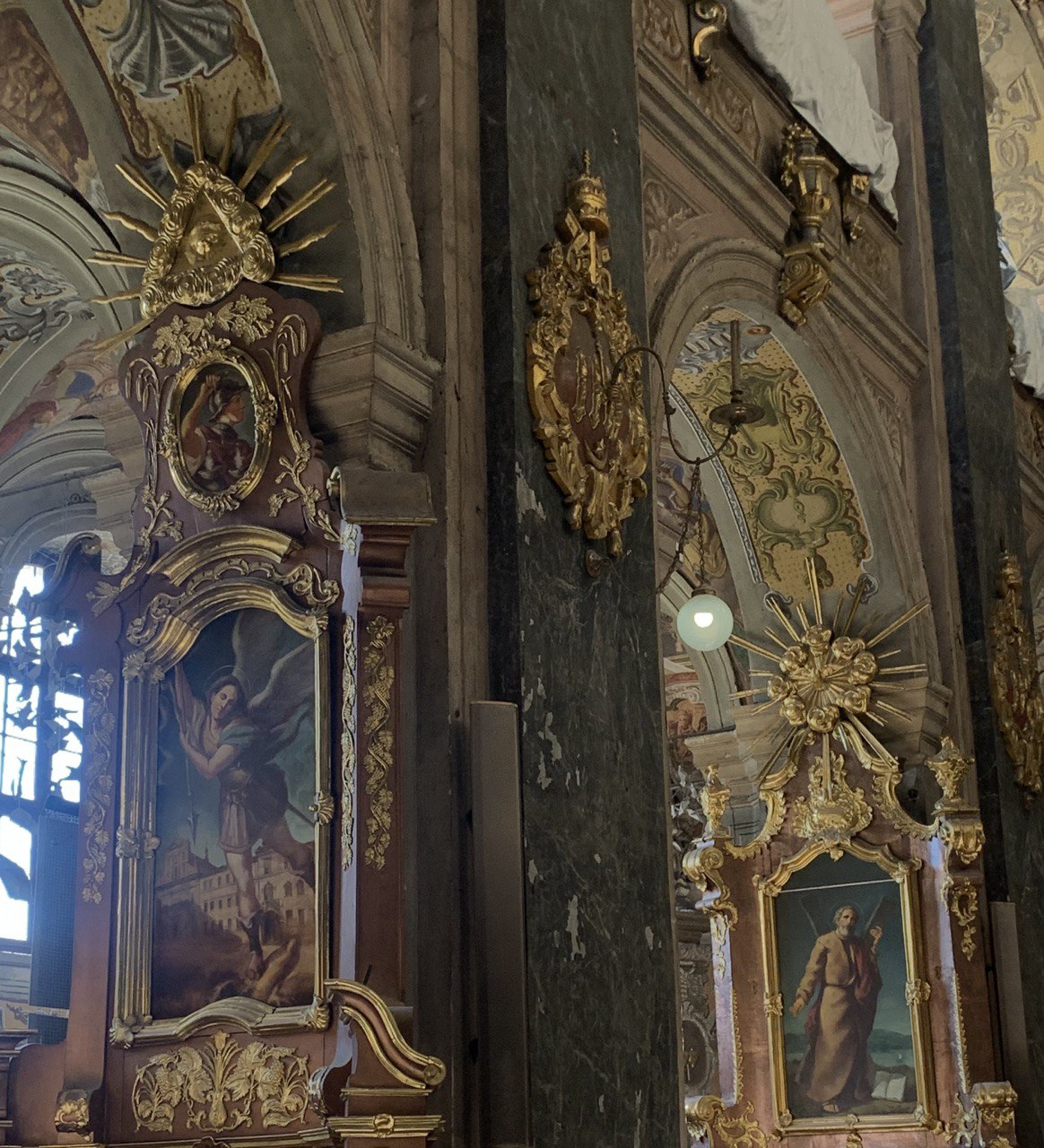
Інтер`єр (2024)

## Екскурсії

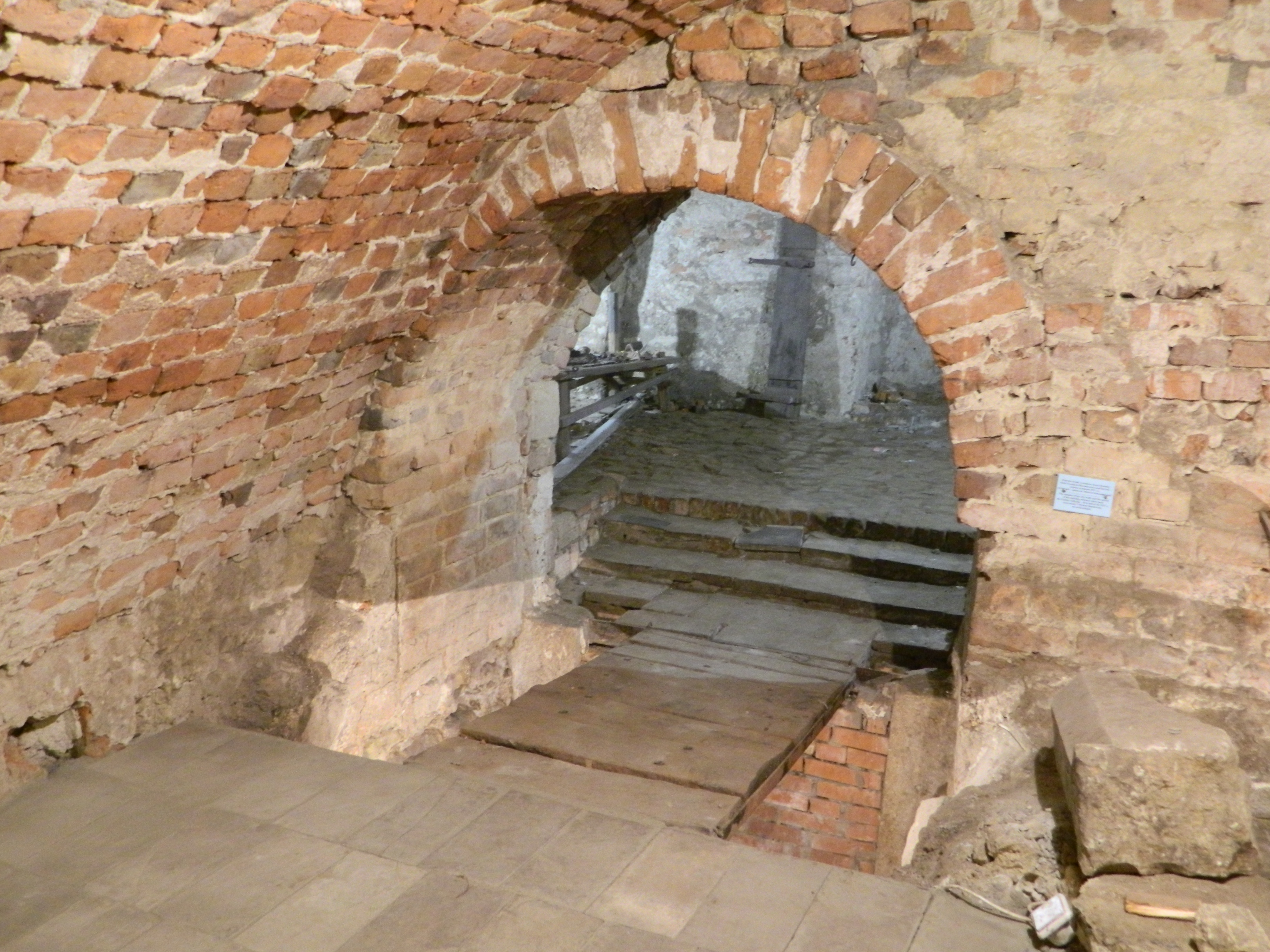
Підземелля храму

Для екскурсій було відкрито підземелля церкви, де від 20 березня 2015 року щоп'ятниці та суботи проходили нічні екскурсії. У підземеллях триває облаштування експозиції, що має завершитись до кінця 2017 року. З серпня 2016 року у залі підземелля розміщено пластичні панорами княжого, готичного і барокового Львова Ігоря Качора. Заплановано дослідження і відкриття подальших приміщень підземелля.
Проводяться роботи з відновлення сходів на нижній ярус вежі храму, звідки можна буде оглядати панораму проспекту Свободи.

## Реставрація
У 2012 році розпочалися дослідження склепінь храму, і з липня 2015 року розпочався перший етап реставрації фресок центральної нави храму, площею 300 м². У 2018 році розпочався другий етап реставрації на площі понад 1000 м². У сюжеті фресок закладене життя апостолів Петра і Павла, їхні місійні подорожі. У листопаді 2021 року завершився другий етап реставрації унікальних фресок чеського художника XVIII століття Франца Екштайна. Реставрація, яка тривала 4 роки, проводилася за кошти Міністерства культури Польщі, зокрема інституту Полоніка, та жертводавців храму. Урочисте відкриття фресок відбудеться 2 грудня 2021 року.